# Pterocliformes
Pteroclidae
Pour les articles homonymes, voir Ganga.
 (septembre 2012).
Si vous disposez d'ouvrages ou d'articles de référence ou si vous connaissez des sites web de qualité traitant du thème abordé ici, merci de compléter l'article en donnant les références utiles à sa vérifiabilité et en les liant à la section « Notes et références ».
Ordre
Famille
Les Pterocliformes (parfois Pteroclidiformes) sont un ordre d'oiseaux ne comprenant que la seule famille des Pteroclidae (parfois Pteroclididae) qui elle-même comprend des espèces d'oiseaux nommés gangas et syrrhaptes. Les gangas véritables appartiennent au genre Pterocles, et les syrrhaptes forment le genre Syrrhaptes.

## Étymologie
Le nom de cet ordre a été construit sur celui de la famille des Pteroclidae, formé par Bonaparte en 1831, à partir du genre Pterocles. Plusieurs auteurs importants ont choisi d'utiliser les noms de Pteroclidiformes et Pteroclididae, plus corrects si on considère que Pterocles a une étymologie grecque. Toutefois, le nom Pteroclidae a toujours été utilisé, et si l'on considère qu'il s'agit d'une forme latinisée, alors le nom est correct et conforme aux règles taxinomiques. En mai 2012, l'Union ornithologique internationale décide de choisir ce dernier terme dans sa classification de référence.

## Morphologie
Par leur structure générale, les différentes espèces de gangas sont assez similaires. Ce sont des oiseaux terrestres, ressemblant superficiellement aux perdrix et aux pigeons. L’amplitude des variations en taille et en poids est assez réduite. La longueur totale varie généralement de 24 à 35 cm environ, mais elle est logiquement un peu plus grande chez les espèces qui possèdent des rectrices médianes allongées, comme les deux syrrhaptes, chez qui elle peut atteindre et même dépasser 40 cm. Le poids va de 150-200 g pour les petites espèces, jusqu’à 400-500 g pour les grandes.
L’apparence des gangas est étroitement liée à leurs habitudes alimentaires : comme ils picorent des graines dispersées sur le sol, le bec, le cou et les pattes sont courts, et comme ils passent de longues heures dans des lieux découverts pour s’alimenter, leur coloration est très cryptique. De plus, leurs ailes pointues et leur puissante musculature leur permettent de s’envoler rapidement en cas de nécessité.
Malgré la brièveté de leurs pattes, les gangas sont très agiles dans leurs mouvements au sol. Quand il le faut, ils peuvent courir étonnamment vite. La structure de leurs pieds est adaptée à la course, avec le doigt antérieur très court et un petit pouce relevé. Le tarse est emplumé ; les orteils sont parfois couverts de plumes.
Les gangas possèdent des ailes très semblables à celles des Charadriiformes. Relativement allongées, elles ont une structure qui convient pour un vol puissant et soutenu, à une vitesse de croisière estimée à 60 ou 70 km/h, vitesse que les gangas peuvent maintenir sur de longues distances. Les oiseaux battent des ailes continuellement, ne planant que très rarement sauf quand ils sont sur le point de se poser. Ils s’envolent brusquement, en s’élevant à la verticale.
Une caractéristique remarquable du plumage des gangas est la grande capacité qu’ont les plumes ventrales d’absorber et de retenir l’eau, une particularité liée à la manière dont les adultes approvisionnent en eau leurs poussins. La coloration du plumage répond aux besoins de camouflage, avec une prédominance des couleurs du sol (sable ou ocre, parfois grisâtre) associées à des dessins variés des plumes (tachetées, barrées ou vermiculées), principalement sur les parties dorsales.

## Habitat
On les trouve en Afrique et en Asie, ainsi qu'en Espagne et dans le sud de la France. Ils vivent dans des milieux ouverts, généralement en régions arides ou semi-arides.
Les gangas sont des habitants typiques des régions arides, auxquelles ils présentent toutes sortes d’adaptations. Ils comptent parmi les formes de vie animale les plus caractéristiques des déserts. Cependant, ce n’est qu’une minorité d’espèces qui sont typiques des vrais déserts, et dans l’ensemble les gangas occupent une assez grande variété d’habitats.
Quelques gangas semblent assez intransigeants dans le choix de leur habitat. Par exemple, le syrrhapte du Tibet vit exclusivement en haute montagne, généralement au-dessus de 4 000 m, et le ganga à gorge jaune préfère les prairies proches des cours d’eau ou des marais dans les plaines alluviales. Néanmoins, d’autres espèces semblent accepter une certaine variété de conditions écologiques : le ganga unibande se rencontre aussi bien dans les arides plaines de gravier du désert du Namib que dans la savane de la vallée du Zambèze.

## Mœurs
Les gangas sont des oiseaux grégaires. La taille des groupes diffère en fonction de l’espèce, du lieu et de la saison. La tendance à se regrouper semble plus grande en dehors de la saison de nidification, encore que quand ils sont en train de nicher les couples aient tendance à maintenir un certain contact entre eux. Normalement, une troupe n’est composée que d’une seule espèce, mais parfois certaines s’associent.
Une autre particularité des gangas est leur discrétion, destinée à échapper aux prédateurs, en association avec leur coloration de camouflage. Il est difficile de les repérer au sol, parmi les pierres et les buissons bas typiques de leur habitat, quand ils se déplacent sur les substrats qui s’harmonisent le mieux avec leur plumage. Il est encore plus difficile de les voir quand, conscients d’un danger, ils se tapissent et restent parfaitement immobiles, avant de s’envoler soudain au dernier moment.
Toutefois, les gangas cessent d’être discrets quand ils volent vers un point d’eau. L’adaptation à un régime particulièrement sec, dans un environnement caractérisé par son aridité, oblige les gangas à rendre des visites régulières à des lieux rares et parfois éloignés où la surface de l’eau est accessible. Ils émettent alors des cris qui portent loin et qui, tout au long du chemin, encouragent d’autres de leurs semblables à les rejoindre, avec pour conséquence qu’aux points d’eau des dizaines, des centaines, voire des milliers d’oiseaux peuvent se trouver rassemblés. Contrairement à ce que l’on avait longtemps cru, les gangas n’aspirent pas l’eau, mais y plongent le bec pour ensuite l’avaler en relevant la tête.
En cas de haute température ambiante, le processus normal de thermorégulation consiste en l’évaporation d’eau. Celle-ci s’effectue habituellement à travers la peau ; ce n’est que très rarement, quand la température est exceptionnellement élevée, que l’on peut voir les gangas recourir à la palpitation de la gorge. Les gangas semblent posséder une plus grande capacité à perdre de la chaleur que les autres oiseaux du désert. Mais cette excellente adaptation à la chaleur a son revers : dès que la température tombe, la thermogenèse doit s’amorcer, sollicitant une dépense énergétique correspondante.
À titre de comportement de confort, les gangas prennent de fréquents bains de poussière, se roulant sur le dos, couchés pattes en l’air. Cependant, ils semblent ne jamais se baigner, en dépit de leur visite quotidienne à l’eau. Ils se nettoient régulièrement les plumes, en les lissant avec l’huile produite par la glande uropygienne.

## Nourriture et alimentation
Un des aspects essentiels de la vie des gangas est leur adaptation à la consommation de graines, qu’ils partagent avec d’autres groupes d’oiseaux vivant en milieu aride. Les graines semblent former la base de leur régime tout au long de l’année, complété dans une faible proportion par des feuilles, des pousses et d’autres matières végétales. Des restes d’insectes ou d’autres matières animales sont trouvés très occasionnellement dans le jabot ou le gésier.
Plusieurs espèces sont assez sélectives dans leurs choix alimentaires. À l’occasion, un régime en apparence très spécialisé peut s’expliquer simplement par la grande abondance locale d’une plante particulière. On note une préférence pour les légumineuses, peut être liée à la forte teneur en protéines typique de ces plantes, allant de pair avec des bactéries symbiotiques fixatrices d’azote. Quelques espèces de gangas se nourrissent de céréales et de graines de plantes cultivées. Les gangas picorent la majeure partie de leur nourriture sur le sol, bien que parfois ils la prélèvent directement sur les plantes. Dans le but de faciliter le processus digestif, ils avalent du gravier.

## Nidification
Les gangas sont monogames ; ils nichent au sol, en couples isolés ou en colonies lâches ; leurs pontes sont constituées de 3 œufs ; ceux-ci sont couvés par la femelle durant le jour et par le mâle la nuit ; les poussins sont nidifuges et capables de se nourrir eux-mêmes, mais ils reçoivent des soins et sont protégés par les deux parents, le mâle ayant en plus la charge de les approvisionner en eau ; la productivité est faible, avec une moyenne annuelle de seulement un ou deux jeunes par couple.
Quand la saison des nids approche, les groupes montrent une tendance croissante à se dissoudre, jusqu’à ce que chaque couple commence à vivre à l’écart. Néanmoins, un certain esprit grégaire persiste, et l’on peut parler de semi-colonies ou de colonies lâches. Au moment d’aller boire, les membres de ces groupes s’envolent ensemble vers les points d’eau. La persistance d’un certain degré de grégarisme serait en rapport avec le fait que les gangas restent strictement granivores, tandis que la dispersion des nids pourrait être considérée comme une stratégie destinée à réduire le risque de prédation. La monogamie se justifierait par l’importante contribution que les mâles doivent apporter dans les tâches de nidification.
Les parades nuptiales sont plutôt brèves et peu spectaculaires. Quelques espèces exécutent des parades aériennes.
La saison de nidification semble programmée pour coïncider avec une relative abondance de nourriture, laquelle est liée à la saison des pluies, particulièrement dans les régions où le climat est sec ou sujet à des variations saisonnières marquées.
Les nids des gangas sont de simples cuvettes peu profondes grattées par l’oiseau, ou des creux existant déjà dans le sol, assez souvent des empreintes d’animaux. Le diamètre des nids varie en fonction de la taille du corps de chaque espèce, mais est en gros de 10 à 14 cm. Parfois, les nids sont complètement à découvert, d’autres fois ils sont à proximité de touffes de végétation, de bouquets d’herbe ou de pierres. C’est seulement chez quelques espèces qu’ils sont placés sous des bouquets de végétaux ou des buissons.
La taille de la ponte est remarquablement constante : elle se compose normalement de 3 œufs, occasionnellement 2, exceptionnellement 4. Les œufs, lisses et brillants, ont une couleur très cryptique, avec une teinte de fond allant de sable ou fauve rosé à gris olive ; ils sont densément marqués de taches grises ou mauves surchargées de marques brun clair ou foncé.
Les œufs sont apparemment pondus à intervalles de 24 à 48 heures ; il est probable que la couvaison elle-même ne commence pas avant que la ponte soit complète, car les éclosions tendent à être synchrones, particularité typique d’oiseaux nichant au sol et à jeunes nidifuges. Les premiers œufs pondus sont probablement couverts de temps en temps afin de les protéger de l’excès de soleil pendant le jour et du froid de la nuit. Les deux sexes développent des plaques incubatrices, et ils se relayent pour couver, les mâles la nuit et les femelles, avec leur coloration plus cryptique, pendant la journée. Cette disparité est nécessaire pour permettre à la femelle de disposer d’assez de temps pour s’alimenter et pour visiter les points d’eau.
À partir du moment où le dernier œuf est pondu, la période d’incubation dure normalement 20 à 25 jours. L’éclosion prend un ou deux jours supplémentaires. Les poussins, très précoces, quittent le nid dès que le dernier à éclore est séché. Leur duvet est très cryptique, avec sur le dos des taches brunes et arrondies lisérées de blanc et de noir.
Dès l’âge d’un jour, les poussins peuvent se nourrir eux-mêmes, mangeant des graines tout comme leurs parents. Ceux-ci les mènent aux bons emplacements et leur montrent où et comment s’alimenter. Les poussins suivent leurs parents de près ; quand il ne subsiste que deux petits, l’un d’eux suit le mâle et l’autre la femelle. Les mécanismes de thermorégulation des poussins sont loin d’être parfaits durant leurs tout premiers jours et donc, quand il fait chaud, ils profitent de l’ombre offerte par leurs parents, parfois en marchant entre leurs pattes. Pendant la nuit, ils dorment blottis contre eux. Les parents semblent toujours être aux petits soins pour leurs jeunes et, si nécessaire, ils les défendront, simulant parfois avoir une aile cassée.
La manière dont l’eau est rapportée aux poussins est particulière. Arrivés à un point d’eau, les mâles y entrent et ébouriffent leurs plumes ventrales tout en se balançant, pour les saturer d’eau. Quand ils rejoignent les poussins, ils marchent les pattes largement écartées. Ils restent alors debout dans une étrange posture dressée, qui permet aux jeunes d’extraire l’eau du plumage. Les tectrices ventrales des mâles sont spécialement adaptées à transporter de l’eau. Elles sont capables d’emmagasiner jusqu’à 15 ou 20 ml d’eau par gramme de poids sec, alors que l’équivalent pour une éponge synthétique serait d’un peu plus de 5 ml. Des plumes spécialisées apparaissent aussi chez la femelle, mais elles couvrent une surface beaucoup moindre, car elle n’approvisionne ses poussins qu’en cas de mort du mâle ou si, les jeunes grandissant vite, le mâle a besoin d’être épaulé dans sa tâche. Cette adaptation permet aux gangas de nicher dans les zones où les graines abondent, indépendamment de la distance à laquelle l’eau se trouve. Nicher à proximité de l’eau dans des milieux arides ou semi-arides, et pendant la saison sèche, entraînerait non seulement une forte compétition pour la nourriture, mais aussi de plus grands risques de prédation, puisque les prédateurs ont tendance à se rassembler précisément aux quelques rares points d’eau. Transporter de l’eau pour les jeunes dans le jabot serait probablement une plus mauvaise solution, car elle interférerait avec les propres besoins en eau du mâle.
Le développement des poussins est relativement rapide. Ils sont complètement emplumés après trois semaines environ. Jusqu’à ce qu’ils aient atteint l’âge de deux mois, ils sont tributaires de l’eau rapportée par le mâle, peut-être parce que les points d’eau ne sont pas des endroits assez sûrs vu leur inexpérience au vol. Plus tard, la famille entière se rend à l’eau et ses membres restent unis pendant une période parfois assez longue.
Les jeunes restent dépendants des adultes tellement longtemps que la possibilité de secondes couvées est faible. Toutefois, les pontes de remplacement semblent se produire fréquemment. Les taux de reproduction sont très bas, mais compensés par une longue espérance de vie.

## Déplacements
La plupart des espèces semblent être sédentaires ou parfois erratiques. Les véritables mouvements migratoires, réguliers et prévisibles, sont rares, mais dans les régions d’Asie sujettes à des hivers très rigoureux, les populations sont migratrices. Les gangas sont nomades et opportunistes, et ces tendances sont probablement renforcées par leurs remarquables aptitudes de vol et leur grégarisme. Le nomadisme constitue une réponse adaptée à la nature imprévisible inhérente aux milieux arides.
Les déplacements et invasions du Syrrhapte paradoxal peuvent représenter un exemple extrême de ce comportement. Il y a de nombreuses années qu’on n’a plus observé en Europe des individus isolés ou des petites bandes de ces syrrhaptes, mais dans la seconde partie du XIXe siècle et au début du XXe siècle il y eut plusieurs grandes invasions à courts intervalles, des milliers d’oiseaux étant observés dans de nombreux pays occidentaux.

## Systématique
La position taxonomique des « gangas » et des « syrrhaptes » a longtemps été sujette à discussion. Leur aspect rappelle les perdrix et les tétras (Galliformes) ; comme eux, ils présentent des tarses emplumés. Ils ont toutefois les ailes relativement longues et pointues, à l'instar des pigeons (Columbiformes), qui sont eux aussi des granivores à pattes courtes.
Tout au long du XIXe siècle, les gangas furent inclus dans l’un ou l’autre de ces deux ordres, bien que certains auteurs aient cru discerner des similitudes avec les limicoles, c’est-à-dire les petits échassiers de l’ordre des Charadriiformes.
Les gangas semblaient se rapprocher des pigeons par leur plumage et leur structure musculaire, alors que leur tube digestif suggérait une similitude avec les Galliformes. Le peu que l’on connaissait à cette époque au sujet des mœurs de ces oiseaux n’était pas d’un grand secours : on savait que, comme les pigeons, les gangas pondaient peu d’œufs à la fois et que les deux sexes participaient à la couvaison ; et que, comme les gallinacés, ils nichaient au sol et avaient des jeunes nidifuges.
Ces points de vue traditionnels furent fortement ébranlés en 1967, quand la possibilité d’une étroite parenté entre les gangas et les Charadriiformes fut étayée par de sérieux arguments basés sur des observations de terrain détaillées, ainsi que par une étude comparative incluant des analyses par électrophorèse de l’albumen des œufs de gangas, pigeons et limicoles. Des recherches récentes sur l’ADN ont étayé ces théories, et il semble désormais préférable d’attribuer aux gangas un ordre qui leur soit propre, celui des Ptérocliformes, situé immédiatement entre les Charadriiformes et les Columbiformes.
La famille des Ptéroclidés est divisée en deux genres, sur base d’un unique critère : les 14 espèces du genre Pterocles (les gangas proprement dits) ont des orteils d’aspect « normal », bien que le pouce soit petit et relevé, tandis que les deux espèces du genre Syrrhaptes n’ont que les doigts antérieurs, ceux-ci emplumés et soudés, d’où leur nom générique, qui signifie en grec « cousus ensemble ».
Les gangas se rencontrent exclusivement dans l’Ancien Monde, avec les Syrrhaptes en Asie centrale et les Pterocles à travers la majeure partie de l’Afrique, l’extrême Sud-Ouest de l’Europe (où ne vivent que deux espèces) et l’Asie du Sud. De nos jours, les plus grandes concentrations d’espèces se trouvent dans la zone zoo-géographique saharo-sindienne, c’est-à-dire toutes les régions arides qui s’étendent depuis l’Afrique du Nord à travers le Moyen-Orient jusqu’aux déserts du Pakistan et de l’Inde.

### Liste des espèces
D'après la classification de référence (version 5.1, 2015) du Congrès ornithologique international (ordre phylogénique) :
- Syrrhaptes tibetanus – Syrrhapte du Tibet
- Syrrhaptes paradoxus – Syrrhapte paradoxal
- Pterocles alchata – Ganga cata
- Pterocles namaqua – Ganga namaqua
- Pterocles exustus – Ganga à ventre brun
- Pterocles senegallus – Ganga tacheté
- Pterocles orientalis – Ganga unibande
- Pterocles gutturalis – Ganga à gorge jaune
- Pterocles coronatus – Ganga couronné
- Pterocles decoratus – Ganga à face noire
- Pterocles personatus – Ganga masqué
- Pterocles lichtensteinii – Ganga de Lichtenstein
- Pterocles indicus – Ganga indien
- Pterocles quadricinctus – Ganga quadribande
- Pterocles bicinctus – Ganga bibande
- Pterocles burchelli – Ganga de Burchell

### Phylogénie
Pterocliformes vivants, basés sur les travaux de John Boyd.
|  | N. quadricinctus (Temminck 1815) (Ganga quadribande)                                                                                  |
|  | |
|  | \| \| N. indicus (Gmelin 1789) (Ganga indien) \| \| \| \| \| \| N. lichtensteinii (Temminck 1825) (Ganga de Lichtenstein) \| \| \| \| |
|  | |
|  | N. indicus (Gmelin 1789) (Ganga indien)                                                                                               |
|  | |
|  | N. lichtensteinii (Temminck 1825) (Ganga de Lichtenstein)                                                                             |
|  | |

|  | N. indicus (Gmelin 1789) (Ganga indien)                   |
|  |                                                           |
|  | N. lichtensteinii (Temminck 1825) (Ganga de Lichtenstein) |
|  |                                                           |

|  | N. quadricinctus (Temminck 1815) (Ganga quadribande)                                                                                  |
|  | |
|  | \| \| N. indicus (Gmelin 1789) (Ganga indien) \| \| \| \| \| \| N. lichtensteinii (Temminck 1825) (Ganga de Lichtenstein) \| \| \| \| |
|  | |
|  | N. indicus (Gmelin 1789) (Ganga indien)                                                                                               |
|  | |
|  | N. lichtensteinii (Temminck 1825) (Ganga de Lichtenstein)                                                                             |
|  | |

|  | N. indicus (Gmelin 1789) (Ganga indien)                   |
|  |                                                           |
|  | N. lichtensteinii (Temminck 1825) (Ganga de Lichtenstein) |
|  |                                                           |

|  | N. quadricinctus (Temminck 1815) (Ganga quadribande)                                                                                  |
|  | |
|  | \| \| N. indicus (Gmelin 1789) (Ganga indien) \| \| \| \| \| \| N. lichtensteinii (Temminck 1825) (Ganga de Lichtenstein) \| \| \| \| |
|  | |
|  | N. indicus (Gmelin 1789) (Ganga indien)                                                                                               |
|  | |
|  | N. lichtensteinii (Temminck 1825) (Ganga de Lichtenstein)                                                                             |
|  | |

|  | N. indicus (Gmelin 1789) (Ganga indien)                   |
|  |                                                           |
|  | N. lichtensteinii (Temminck 1825) (Ganga de Lichtenstein) |
|  |                                                           |

|  | N. quadricinctus (Temminck 1815) (Ganga quadribande)                                                                                  |
|  | |
|  | \| \| N. indicus (Gmelin 1789) (Ganga indien) \| \| \| \| \| \| N. lichtensteinii (Temminck 1825) (Ganga de Lichtenstein) \| \| \| \| |
|  | |
|  | N. indicus (Gmelin 1789) (Ganga indien)                                                                                               |
|  | |
|  | N. lichtensteinii (Temminck 1825) (Ganga de Lichtenstein)                                                                             |
|  | |

|  | N. indicus (Gmelin 1789) (Ganga indien)                   |
|  |                                                           |
|  | N. lichtensteinii (Temminck 1825) (Ganga de Lichtenstein) |
|  |                                                           |

|  | S. gutturalis (Smith 1836) (Ganga à gorge jaune)                                                                                |
|  | |
|  | \| \| S. personatus (Gould 1843) (Ganga masqué) \| \| \| \| \| \| S. coronatus (Lichtenstain 1823) (Ganga couronné) \| \| \| \| |
|  | |
|  | S. personatus (Gould 1843) (Ganga masqué)                                                                                       |
|  | |
|  | S. coronatus (Lichtenstain 1823) (Ganga couronné)                                                                               |
|  | |

|  | S. personatus (Gould 1843) (Ganga masqué)         |
|  |                                                   |
|  | S. coronatus (Lichtenstain 1823) (Ganga couronné) |
|  |                                                   |

|  | S. namaqua (Ganga namaqua)                       |
|  |                                                  |
|  | S. exustus (Temminck 1825) (Ganga à ventre brun) |
|  |                                                  |

|  | S. orientalis (Ganga unibande) |
|  | |
|  | \| \| S. tibetanus Gould 1850 (Syrrhapte du Tibet) \| \| \| \| \| \| S. paradoxus (Pallas 1773) (Syrrhapte paradoxal) \| \| \| \| |
|  | |
|  | S. tibetanus Gould 1850 (Syrrhapte du Tibet)                                                                                      |
|  | |
|  | S. paradoxus (Pallas 1773) (Syrrhapte paradoxal)                                                                                  |
|  | |

|  | S. tibetanus Gould 1850 (Syrrhapte du Tibet)     |
|  |                                                  |
|  | S. paradoxus (Pallas 1773) (Syrrhapte paradoxal) |
|  |                                                  |

|  | S. namaqua (Ganga namaqua)                       |
|  |                                                  |
|  | S. exustus (Temminck 1825) (Ganga à ventre brun) |
|  |                                                  |

|  | S. orientalis (Ganga unibande) |
|  | |
|  | \| \| S. tibetanus Gould 1850 (Syrrhapte du Tibet) \| \| \| \| \| \| S. paradoxus (Pallas 1773) (Syrrhapte paradoxal) \| \| \| \| |
|  | |
|  | S. tibetanus Gould 1850 (Syrrhapte du Tibet)                                                                                      |
|  | |
|  | S. paradoxus (Pallas 1773) (Syrrhapte paradoxal)                                                                                  |
|  | |

|  | S. tibetanus Gould 1850 (Syrrhapte du Tibet)     |
|  |                                                  |
|  | S. paradoxus (Pallas 1773) (Syrrhapte paradoxal) |
|  |                                                  |

|  | S. namaqua (Ganga namaqua)                       |
|  |                                                  |
|  | S. exustus (Temminck 1825) (Ganga à ventre brun) |
|  |                                                  |

|  | S. orientalis (Ganga unibande) |
|  | |
|  | \| \| S. tibetanus Gould 1850 (Syrrhapte du Tibet) \| \| \| \| \| \| S. paradoxus (Pallas 1773) (Syrrhapte paradoxal) \| \| \| \| |
|  | |
|  | S. tibetanus Gould 1850 (Syrrhapte du Tibet)                                                                                      |
|  | |
|  | S. paradoxus (Pallas 1773) (Syrrhapte paradoxal)                                                                                  |
|  | |

|  | S. tibetanus Gould 1850 (Syrrhapte du Tibet)     |
|  |                                                  |
|  | S. paradoxus (Pallas 1773) (Syrrhapte paradoxal) |
|  |                                                  |

|  | S. namaqua (Ganga namaqua)                       |
|  |                                                  |
|  | S. exustus (Temminck 1825) (Ganga à ventre brun) |
|  |                                                  |

|  | S. orientalis (Ganga unibande) |
|  | |
|  | \| \| S. tibetanus Gould 1850 (Syrrhapte du Tibet) \| \| \| \| \| \| S. paradoxus (Pallas 1773) (Syrrhapte paradoxal) \| \| \| \| |
|  | |
|  | S. tibetanus Gould 1850 (Syrrhapte du Tibet)                                                                                      |
|  | |
|  | S. paradoxus (Pallas 1773) (Syrrhapte paradoxal)                                                                                  |
|  | |

|  | S. tibetanus Gould 1850 (Syrrhapte du Tibet)     |
|  |                                                  |
|  | S. paradoxus (Pallas 1773) (Syrrhapte paradoxal) |
|  |                                                  |

|  | S. gutturalis (Smith 1836) (Ganga à gorge jaune)                                                                                |
|  | |
|  | \| \| S. personatus (Gould 1843) (Ganga masqué) \| \| \| \| \| \| S. coronatus (Lichtenstain 1823) (Ganga couronné) \| \| \| \| |
|  | |
|  | S. personatus (Gould 1843) (Ganga masqué)                                                                                       |
|  | |
|  | S. coronatus (Lichtenstain 1823) (Ganga couronné)                                                                               |
|  | |

|  | S. personatus (Gould 1843) (Ganga masqué)         |
|  |                                                   |
|  | S. coronatus (Lichtenstain 1823) (Ganga couronné) |
|  |                                                   |

|  | S. namaqua (Ganga namaqua)                       |
|  |                                                  |
|  | S. exustus (Temminck 1825) (Ganga à ventre brun) |
|  |                                                  |

|  | S. orientalis (Ganga unibande) |
|  | |
|  | \| \| S. tibetanus Gould 1850 (Syrrhapte du Tibet) \| \| \| \| \| \| S. paradoxus (Pallas 1773) (Syrrhapte paradoxal) \| \| \| \| |
|  | |
|  | S. tibetanus Gould 1850 (Syrrhapte du Tibet)                                                                                      |
|  | |
|  | S. paradoxus (Pallas 1773) (Syrrhapte paradoxal)                                                                                  |
|  | |

|  | S. tibetanus Gould 1850 (Syrrhapte du Tibet)     |
|  |                                                  |
|  | S. paradoxus (Pallas 1773) (Syrrhapte paradoxal) |
|  |                                                  |

|  | S. namaqua (Ganga namaqua)                       |
|  |                                                  |
|  | S. exustus (Temminck 1825) (Ganga à ventre brun) |
|  |                                                  |

|  | S. orientalis (Ganga unibande) |
|  | |
|  | \| \| S. tibetanus Gould 1850 (Syrrhapte du Tibet) \| \| \| \| \| \| S. paradoxus (Pallas 1773) (Syrrhapte paradoxal) \| \| \| \| |
|  | |
|  | S. tibetanus Gould 1850 (Syrrhapte du Tibet)                                                                                      |
|  | |
|  | S. paradoxus (Pallas 1773) (Syrrhapte paradoxal)                                                                                  |
|  | |

|  | S. tibetanus Gould 1850 (Syrrhapte du Tibet)     |
|  |                                                  |
|  | S. paradoxus (Pallas 1773) (Syrrhapte paradoxal) |
|  |                                                  |

|  | S. namaqua (Ganga namaqua)                       |
|  |                                                  |
|  | S. exustus (Temminck 1825) (Ganga à ventre brun) |
|  |                                                  |

|  | S. orientalis (Ganga unibande) |
|  | |
|  | \| \| S. tibetanus Gould 1850 (Syrrhapte du Tibet) \| \| \| \| \| \| S. paradoxus (Pallas 1773) (Syrrhapte paradoxal) \| \| \| \| |
|  | |
|  | S. tibetanus Gould 1850 (Syrrhapte du Tibet)                                                                                      |
|  | |
|  | S. paradoxus (Pallas 1773) (Syrrhapte paradoxal)                                                                                  |
|  | |

|  | S. tibetanus Gould 1850 (Syrrhapte du Tibet)     |
|  |                                                  |
|  | S. paradoxus (Pallas 1773) (Syrrhapte paradoxal) |
|  |                                                  |

|  | S. namaqua (Ganga namaqua)                       |
|  |                                                  |
|  | S. exustus (Temminck 1825) (Ganga à ventre brun) |
|  |                                                  |

|  | S. orientalis (Ganga unibande) |
|  | |
|  | \| \| S. tibetanus Gould 1850 (Syrrhapte du Tibet) \| \| \| \| \| \| S. paradoxus (Pallas 1773) (Syrrhapte paradoxal) \| \| \| \| |
|  | |
|  | S. tibetanus Gould 1850 (Syrrhapte du Tibet)                                                                                      |
|  | |
|  | S. paradoxus (Pallas 1773) (Syrrhapte paradoxal)                                                                                  |
|  | |

|  | S. tibetanus Gould 1850 (Syrrhapte du Tibet)     |
|  |                                                  |
|  | S. paradoxus (Pallas 1773) (Syrrhapte paradoxal) |
|  |                                                  |

|  | S. gutturalis (Smith 1836) (Ganga à gorge jaune)                                                                                |
|  | |
|  | \| \| S. personatus (Gould 1843) (Ganga masqué) \| \| \| \| \| \| S. coronatus (Lichtenstain 1823) (Ganga couronné) \| \| \| \| |
|  | |
|  | S. personatus (Gould 1843) (Ganga masqué)                                                                                       |
|  | |
|  | S. coronatus (Lichtenstain 1823) (Ganga couronné)                                                                               |
|  | |

|  | S. personatus (Gould 1843) (Ganga masqué)         |
|  |                                                   |
|  | S. coronatus (Lichtenstain 1823) (Ganga couronné) |
|  |                                                   |

|  | S. namaqua (Ganga namaqua)                       |
|  |                                                  |
|  | S. exustus (Temminck 1825) (Ganga à ventre brun) |
|  |                                                  |

|  | S. orientalis (Ganga unibande) |
|  | |
|  | \| \| S. tibetanus Gould 1850 (Syrrhapte du Tibet) \| \| \| \| \| \| S. paradoxus (Pallas 1773) (Syrrhapte paradoxal) \| \| \| \| |
|  | |
|  | S. tibetanus Gould 1850 (Syrrhapte du Tibet)                                                                                      |
|  | |
|  | S. paradoxus (Pallas 1773) (Syrrhapte paradoxal)                                                                                  |
|  | |

|  | S. tibetanus Gould 1850 (Syrrhapte du Tibet)     |
|  |                                                  |
|  | S. paradoxus (Pallas 1773) (Syrrhapte paradoxal) |
|  |                                                  |

|  | S. namaqua (Ganga namaqua)                       |
|  |                                                  |
|  | S. exustus (Temminck 1825) (Ganga à ventre brun) |
|  |                                                  |

|  | S. orientalis (Ganga unibande) |
|  | |
|  | \| \| S. tibetanus Gould 1850 (Syrrhapte du Tibet) \| \| \| \| \| \| S. paradoxus (Pallas 1773) (Syrrhapte paradoxal) \| \| \| \| |
|  | |
|  | S. tibetanus Gould 1850 (Syrrhapte du Tibet)                                                                                      |
|  | |
|  | S. paradoxus (Pallas 1773) (Syrrhapte paradoxal)                                                                                  |
|  | |

|  | S. tibetanus Gould 1850 (Syrrhapte du Tibet)     |
|  |                                                  |
|  | S. paradoxus (Pallas 1773) (Syrrhapte paradoxal) |
|  |                                                  |

|  | S. namaqua (Ganga namaqua)                       |
|  |                                                  |
|  | S. exustus (Temminck 1825) (Ganga à ventre brun) |
|  |                                                  |

|  | S. orientalis (Ganga unibande) |
|  | |
|  | \| \| S. tibetanus Gould 1850 (Syrrhapte du Tibet) \| \| \| \| \| \| S. paradoxus (Pallas 1773) (Syrrhapte paradoxal) \| \| \| \| |
|  | |
|  | S. tibetanus Gould 1850 (Syrrhapte du Tibet)                                                                                      |
|  | |
|  | S. paradoxus (Pallas 1773) (Syrrhapte paradoxal)                                                                                  |
|  | |

|  | S. tibetanus Gould 1850 (Syrrhapte du Tibet)     |
|  |                                                  |
|  | S. paradoxus (Pallas 1773) (Syrrhapte paradoxal) |
|  |                                                  |

|  | S. namaqua (Ganga namaqua)                       |
|  |                                                  |
|  | S. exustus (Temminck 1825) (Ganga à ventre brun) |
|  |                                                  |

|  | S. orientalis (Ganga unibande) |
|  | |
|  | \| \| S. tibetanus Gould 1850 (Syrrhapte du Tibet) \| \| \| \| \| \| S. paradoxus (Pallas 1773) (Syrrhapte paradoxal) \| \| \| \| |
|  | |
|  | S. tibetanus Gould 1850 (Syrrhapte du Tibet)                                                                                      |
|  | |
|  | S. paradoxus (Pallas 1773) (Syrrhapte paradoxal)                                                                                  |
|  | |

|  | S. tibetanus Gould 1850 (Syrrhapte du Tibet)     |
|  |                                                  |
|  | S. paradoxus (Pallas 1773) (Syrrhapte paradoxal) |
|  |                                                  |

|  | S. gutturalis (Smith 1836) (Ganga à gorge jaune)                                                                                |
|  | |
|  | \| \| S. personatus (Gould 1843) (Ganga masqué) \| \| \| \| \| \| S. coronatus (Lichtenstain 1823) (Ganga couronné) \| \| \| \| |
|  | |
|  | S. personatus (Gould 1843) (Ganga masqué)                                                                                       |
|  | |
|  | S. coronatus (Lichtenstain 1823) (Ganga couronné)                                                                               |
|  | |

|  | S. personatus (Gould 1843) (Ganga masqué)         |
|  |                                                   |
|  | S. coronatus (Lichtenstain 1823) (Ganga couronné) |
|  |                                                   |

|  | S. namaqua (Ganga namaqua)                       |
|  |                                                  |
|  | S. exustus (Temminck 1825) (Ganga à ventre brun) |
|  |                                                  |

|  | S. orientalis (Ganga unibande) |
|  | |
|  | \| \| S. tibetanus Gould 1850 (Syrrhapte du Tibet) \| \| \| \| \| \| S. paradoxus (Pallas 1773) (Syrrhapte paradoxal) \| \| \| \| |
|  | |
|  | S. tibetanus Gould 1850 (Syrrhapte du Tibet)                                                                                      |
|  | |
|  | S. paradoxus (Pallas 1773) (Syrrhapte paradoxal)                                                                                  |
|  | |

|  | S. tibetanus Gould 1850 (Syrrhapte du Tibet)     |
|  |                                                  |
|  | S. paradoxus (Pallas 1773) (Syrrhapte paradoxal) |
|  |                                                  |

|  | S. namaqua (Ganga namaqua)                       |
|  |                                                  |
|  | S. exustus (Temminck 1825) (Ganga à ventre brun) |
|  |                                                  |

|  | S. orientalis (Ganga unibande) |
|  | |
|  | \| \| S. tibetanus Gould 1850 (Syrrhapte du Tibet) \| \| \| \| \| \| S. paradoxus (Pallas 1773) (Syrrhapte paradoxal) \| \| \| \| |
|  | |
|  | S. tibetanus Gould 1850 (Syrrhapte du Tibet)                                                                                      |
|  | |
|  | S. paradoxus (Pallas 1773) (Syrrhapte paradoxal)                                                                                  |
|  | |

|  | S. tibetanus Gould 1850 (Syrrhapte du Tibet)     |
|  |                                                  |
|  | S. paradoxus (Pallas 1773) (Syrrhapte paradoxal) |
|  |                                                  |

|  | S. namaqua (Ganga namaqua)                       |
|  |                                                  |
|  | S. exustus (Temminck 1825) (Ganga à ventre brun) |
|  |                                                  |

|  | S. orientalis (Ganga unibande) |
|  | |
|  | \| \| S. tibetanus Gould 1850 (Syrrhapte du Tibet) \| \| \| \| \| \| S. paradoxus (Pallas 1773) (Syrrhapte paradoxal) \| \| \| \| |
|  | |
|  | S. tibetanus Gould 1850 (Syrrhapte du Tibet)                                                                                      |
|  | |
|  | S. paradoxus (Pallas 1773) (Syrrhapte paradoxal)                                                                                  |
|  | |

|  | S. tibetanus Gould 1850 (Syrrhapte du Tibet)     |
|  |                                                  |
|  | S. paradoxus (Pallas 1773) (Syrrhapte paradoxal) |
|  |                                                  |

|  | S. namaqua (Ganga namaqua)                       |
|  |                                                  |
|  | S. exustus (Temminck 1825) (Ganga à ventre brun) |
|  |                                                  |

|  | S. orientalis (Ganga unibande) |
|  | |
|  | \| \| S. tibetanus Gould 1850 (Syrrhapte du Tibet) \| \| \| \| \| \| S. paradoxus (Pallas 1773) (Syrrhapte paradoxal) \| \| \| \| |
|  | |
|  | S. tibetanus Gould 1850 (Syrrhapte du Tibet)                                                                                      |
|  | |
|  | S. paradoxus (Pallas 1773) (Syrrhapte paradoxal)                                                                                  |
|  | |

|  | S. tibetanus Gould 1850 (Syrrhapte du Tibet)     |
|  |                                                  |
|  | S. paradoxus (Pallas 1773) (Syrrhapte paradoxal) |
|  |                                                  |

|  | N. quadricinctus (Temminck 1815) (Ganga quadribande)                                                                                  |
|  | |
|  | \| \| N. indicus (Gmelin 1789) (Ganga indien) \| \| \| \| \| \| N. lichtensteinii (Temminck 1825) (Ganga de Lichtenstein) \| \| \| \| |
|  | |
|  | N. indicus (Gmelin 1789) (Ganga indien)                                                                                               |
|  | |
|  | N. lichtensteinii (Temminck 1825) (Ganga de Lichtenstein)                                                                             |
|  | |

|  | N. indicus (Gmelin 1789) (Ganga indien)                   |
|  |                                                           |
|  | N. lichtensteinii (Temminck 1825) (Ganga de Lichtenstein) |
|  |                                                           |

|  | N. quadricinctus (Temminck 1815) (Ganga quadribande)                                                                                  |
|  | |
|  | \| \| N. indicus (Gmelin 1789) (Ganga indien) \| \| \| \| \| \| N. lichtensteinii (Temminck 1825) (Ganga de Lichtenstein) \| \| \| \| |
|  | |
|  | N. indicus (Gmelin 1789) (Ganga indien)                                                                                               |
|  | |
|  | N. lichtensteinii (Temminck 1825) (Ganga de Lichtenstein)                                                                             |
|  | |

|  | N. indicus (Gmelin 1789) (Ganga indien)                   |
|  |                                                           |
|  | N. lichtensteinii (Temminck 1825) (Ganga de Lichtenstein) |
|  |                                                           |

|  | N. quadricinctus (Temminck 1815) (Ganga quadribande)                                                                                  |
|  | |
|  | \| \| N. indicus (Gmelin 1789) (Ganga indien) \| \| \| \| \| \| N. lichtensteinii (Temminck 1825) (Ganga de Lichtenstein) \| \| \| \| |
|  | |
|  | N. indicus (Gmelin 1789) (Ganga indien)                                                                                               |
|  | |
|  | N. lichtensteinii (Temminck 1825) (Ganga de Lichtenstein)                                                                             |
|  | |

|  | N. indicus (Gmelin 1789) (Ganga indien)                   |
|  |                                                           |
|  | N. lichtensteinii (Temminck 1825) (Ganga de Lichtenstein) |
|  |                                                           |

|  | N. quadricinctus (Temminck 1815) (Ganga quadribande)                                                                                  |
|  | |
|  | \| \| N. indicus (Gmelin 1789) (Ganga indien) \| \| \| \| \| \| N. lichtensteinii (Temminck 1825) (Ganga de Lichtenstein) \| \| \| \| |
|  | |
|  | N. indicus (Gmelin 1789) (Ganga indien)                                                                                               |
|  | |
|  | N. lichtensteinii (Temminck 1825) (Ganga de Lichtenstein)                                                                             |
|  | |

|  | N. indicus (Gmelin 1789) (Ganga indien)                   |
|  |                                                           |
|  | N. lichtensteinii (Temminck 1825) (Ganga de Lichtenstein) |
|  |                                                           |

|  | S. gutturalis (Smith 1836) (Ganga à gorge jaune)                                                                                |
|  | |
|  | \| \| S. personatus (Gould 1843) (Ganga masqué) \| \| \| \| \| \| S. coronatus (Lichtenstain 1823) (Ganga couronné) \| \| \| \| |
|  | |
|  | S. personatus (Gould 1843) (Ganga masqué)                                                                                       |
|  | |
|  | S. coronatus (Lichtenstain 1823) (Ganga couronné)                                                                               |
|  | |

|  | S. personatus (Gould 1843) (Ganga masqué)         |
|  |                                                   |
|  | S. coronatus (Lichtenstain 1823) (Ganga couronné) |
|  |                                                   |

|  | S. namaqua (Ganga namaqua)                       |
|  |                                                  |
|  | S. exustus (Temminck 1825) (Ganga à ventre brun) |
|  |                                                  |

|  | S. orientalis (Ganga unibande) |
|  | |
|  | \| \| S. tibetanus Gould 1850 (Syrrhapte du Tibet) \| \| \| \| \| \| S. paradoxus (Pallas 1773) (Syrrhapte paradoxal) \| \| \| \| |
|  | |
|  | S. tibetanus Gould 1850 (Syrrhapte du Tibet)                                                                                      |
|  | |
|  | S. paradoxus (Pallas 1773) (Syrrhapte paradoxal)                                                                                  |
|  | |

|  | S. tibetanus Gould 1850 (Syrrhapte du Tibet)     |
|  |                                                  |
|  | S. paradoxus (Pallas 1773) (Syrrhapte paradoxal) |
|  |                                                  |

|  | S. namaqua (Ganga namaqua)                       |
|  |                                                  |
|  | S. exustus (Temminck 1825) (Ganga à ventre brun) |
|  |                                                  |

|  | S. orientalis (Ganga unibande) |
|  | |
|  | \| \| S. tibetanus Gould 1850 (Syrrhapte du Tibet) \| \| \| \| \| \| S. paradoxus (Pallas 1773) (Syrrhapte paradoxal) \| \| \| \| |
|  | |
|  | S. tibetanus Gould 1850 (Syrrhapte du Tibet)                                                                                      |
|  | |
|  | S. paradoxus (Pallas 1773) (Syrrhapte paradoxal)                                                                                  |
|  | |

|  | S. tibetanus Gould 1850 (Syrrhapte du Tibet)     |
|  |                                                  |
|  | S. paradoxus (Pallas 1773) (Syrrhapte paradoxal) |
|  |                                                  |

|  | S. namaqua (Ganga namaqua)                       |
|  |                                                  |
|  | S. exustus (Temminck 1825) (Ganga à ventre brun) |
|  |                                                  |

|  | S. orientalis (Ganga unibande) |
|  | |
|  | \| \| S. tibetanus Gould 1850 (Syrrhapte du Tibet) \| \| \| \| \| \| S. paradoxus (Pallas 1773) (Syrrhapte paradoxal) \| \| \| \| |
|  | |
|  | S. tibetanus Gould 1850 (Syrrhapte du Tibet)                                                                                      |
|  | |
|  | S. paradoxus (Pallas 1773) (Syrrhapte paradoxal)                                                                                  |
|  | |

|  | S. tibetanus Gould 1850 (Syrrhapte du Tibet)     |
|  |                                                  |
|  | S. paradoxus (Pallas 1773) (Syrrhapte paradoxal) |
|  |                                                  |

|  | S. namaqua (Ganga namaqua)                       |
|  |                                                  |
|  | S. exustus (Temminck 1825) (Ganga à ventre brun) |
|  |                                                  |

|  | S. orientalis (Ganga unibande) |
|  | |
|  | \| \| S. tibetanus Gould 1850 (Syrrhapte du Tibet) \| \| \| \| \| \| S. paradoxus (Pallas 1773) (Syrrhapte paradoxal) \| \| \| \| |
|  | |
|  | S. tibetanus Gould 1850 (Syrrhapte du Tibet)                                                                                      |
|  | |
|  | S. paradoxus (Pallas 1773) (Syrrhapte paradoxal)                                                                                  |
|  | |

|  | S. tibetanus Gould 1850 (Syrrhapte du Tibet)     |
|  |                                                  |
|  | S. paradoxus (Pallas 1773) (Syrrhapte paradoxal) |
|  |                                                  |

|  | S. gutturalis (Smith 1836) (Ganga à gorge jaune)                                                                                |
|  | |
|  | \| \| S. personatus (Gould 1843) (Ganga masqué) \| \| \| \| \| \| S. coronatus (Lichtenstain 1823) (Ganga couronné) \| \| \| \| |
|  | |
|  | S. personatus (Gould 1843) (Ganga masqué)                                                                                       |
|  | |
|  | S. coronatus (Lichtenstain 1823) (Ganga couronné)                                                                               |
|  | |

|  | S. personatus (Gould 1843) (Ganga masqué)         |
|  |                                                   |
|  | S. coronatus (Lichtenstain 1823) (Ganga couronné) |
|  |                                                   |

|  | S. namaqua (Ganga namaqua)                       |
|  |                                                  |
|  | S. exustus (Temminck 1825) (Ganga à ventre brun) |
|  |                                                  |

|  | S. orientalis (Ganga unibande) |
|  | |
|  | \| \| S. tibetanus Gould 1850 (Syrrhapte du Tibet) \| \| \| \| \| \| S. paradoxus (Pallas 1773) (Syrrhapte paradoxal) \| \| \| \| |
|  | |
|  | S. tibetanus Gould 1850 (Syrrhapte du Tibet)                                                                                      |
|  | |
|  | S. paradoxus (Pallas 1773) (Syrrhapte paradoxal)                                                                                  |
|  | |

|  | S. tibetanus Gould 1850 (Syrrhapte du Tibet)     |
|  |                                                  |
|  | S. paradoxus (Pallas 1773) (Syrrhapte paradoxal) |
|  |                                                  |

|  | S. namaqua (Ganga namaqua)                       |
|  |                                                  |
|  | S. exustus (Temminck 1825) (Ganga à ventre brun) |
|  |                                                  |

|  | S. orientalis (Ganga unibande) |
|  | |
|  | \| \| S. tibetanus Gould 1850 (Syrrhapte du Tibet) \| \| \| \| \| \| S. paradoxus (Pallas 1773) (Syrrhapte paradoxal) \| \| \| \| |
|  | |
|  | S. tibetanus Gould 1850 (Syrrhapte du Tibet)                                                                                      |
|  | |
|  | S. paradoxus (Pallas 1773) (Syrrhapte paradoxal)                                                                                  |
|  | |

|  | S. tibetanus Gould 1850 (Syrrhapte du Tibet)     |
|  |                                                  |
|  | S. paradoxus (Pallas 1773) (Syrrhapte paradoxal) |
|  |                                                  |

|  | S. namaqua (Ganga namaqua)                       |
|  |                                                  |
|  | S. exustus (Temminck 1825) (Ganga à ventre brun) |
|  |                                                  |

|  | S. orientalis (Ganga unibande) |
|  | |
|  | \| \| S. tibetanus Gould 1850 (Syrrhapte du Tibet) \| \| \| \| \| \| S. paradoxus (Pallas 1773) (Syrrhapte paradoxal) \| \| \| \| |
|  | |
|  | S. tibetanus Gould 1850 (Syrrhapte du Tibet)                                                                                      |
|  | |
|  | S. paradoxus (Pallas 1773) (Syrrhapte paradoxal)                                                                                  |
|  | |

|  | S. tibetanus Gould 1850 (Syrrhapte du Tibet)     |
|  |                                                  |
|  | S. paradoxus (Pallas 1773) (Syrrhapte paradoxal) |
|  |                                                  |

|  | S. namaqua (Ganga namaqua)                       |
|  |                                                  |
|  | S. exustus (Temminck 1825) (Ganga à ventre brun) |
|  |                                                  |

|  | S. orientalis (Ganga unibande) |
|  | |
|  | \| \| S. tibetanus Gould 1850 (Syrrhapte du Tibet) \| \| \| \| \| \| S. paradoxus (Pallas 1773) (Syrrhapte paradoxal) \| \| \| \| |
|  | |
|  | S. tibetanus Gould 1850 (Syrrhapte du Tibet)                                                                                      |
|  | |
|  | S. paradoxus (Pallas 1773) (Syrrhapte paradoxal)                                                                                  |
|  | |

|  | S. tibetanus Gould 1850 (Syrrhapte du Tibet)     |
|  |                                                  |
|  | S. paradoxus (Pallas 1773) (Syrrhapte paradoxal) |
|  |                                                  |

|  | S. gutturalis (Smith 1836) (Ganga à gorge jaune)                                                                                |
|  | |
|  | \| \| S. personatus (Gould 1843) (Ganga masqué) \| \| \| \| \| \| S. coronatus (Lichtenstain 1823) (Ganga couronné) \| \| \| \| |
|  | |
|  | S. personatus (Gould 1843) (Ganga masqué)                                                                                       |
|  | |
|  | S. coronatus (Lichtenstain 1823) (Ganga couronné)                                                                               |
|  | |

|  | S. personatus (Gould 1843) (Ganga masqué)         |
|  |                                                   |
|  | S. coronatus (Lichtenstain 1823) (Ganga couronné) |
|  |                                                   |

|  | S. namaqua (Ganga namaqua)                       |
|  |                                                  |
|  | S. exustus (Temminck 1825) (Ganga à ventre brun) |
|  |                                                  |

|  | S. orientalis (Ganga unibande) |
|  | |
|  | \| \| S. tibetanus Gould 1850 (Syrrhapte du Tibet) \| \| \| \| \| \| S. paradoxus (Pallas 1773) (Syrrhapte paradoxal) \| \| \| \| |
|  | |
|  | S. tibetanus Gould 1850 (Syrrhapte du Tibet)                                                                                      |
|  | |
|  | S. paradoxus (Pallas 1773) (Syrrhapte paradoxal)                                                                                  |
|  | |

|  | S. tibetanus Gould 1850 (Syrrhapte du Tibet)     |
|  |                                                  |
|  | S. paradoxus (Pallas 1773) (Syrrhapte paradoxal) |
|  |                                                  |

|  | S. namaqua (Ganga namaqua)                       |
|  |                                                  |
|  | S. exustus (Temminck 1825) (Ganga à ventre brun) |
|  |                                                  |

|  | S. orientalis (Ganga unibande) |
|  | |
|  | \| \| S. tibetanus Gould 1850 (Syrrhapte du Tibet) \| \| \| \| \| \| S. paradoxus (Pallas 1773) (Syrrhapte paradoxal) \| \| \| \| |
|  | |
|  | S. tibetanus Gould 1850 (Syrrhapte du Tibet)                                                                                      |
|  | |
|  | S. paradoxus (Pallas 1773) (Syrrhapte paradoxal)                                                                                  |
|  | |

|  | S. tibetanus Gould 1850 (Syrrhapte du Tibet)     |
|  |                                                  |
|  | S. paradoxus (Pallas 1773) (Syrrhapte paradoxal) |
|  |                                                  |

|  | S. namaqua (Ganga namaqua)                       |
|  |                                                  |
|  | S. exustus (Temminck 1825) (Ganga à ventre brun) |
|  |                                                  |

|  | S. orientalis (Ganga unibande) |
|  | |
|  | \| \| S. tibetanus Gould 1850 (Syrrhapte du Tibet) \| \| \| \| \| \| S. paradoxus (Pallas 1773) (Syrrhapte paradoxal) \| \| \| \| |
|  | |
|  | S. tibetanus Gould 1850 (Syrrhapte du Tibet)                                                                                      |
|  | |
|  | S. paradoxus (Pallas 1773) (Syrrhapte paradoxal)                                                                                  |
|  | |

|  | S. tibetanus Gould 1850 (Syrrhapte du Tibet)     |
|  |                                                  |
|  | S. paradoxus (Pallas 1773) (Syrrhapte paradoxal) |
|  |                                                  |

|  | S. namaqua (Ganga namaqua)                       |
|  |                                                  |
|  | S. exustus (Temminck 1825) (Ganga à ventre brun) |
|  |                                                  |

|  | S. orientalis (Ganga unibande) |
|  | |
|  | \| \| S. tibetanus Gould 1850 (Syrrhapte du Tibet) \| \| \| \| \| \| S. paradoxus (Pallas 1773) (Syrrhapte paradoxal) \| \| \| \| |
|  | |
|  | S. tibetanus Gould 1850 (Syrrhapte du Tibet)                                                                                      |
|  | |
|  | S. paradoxus (Pallas 1773) (Syrrhapte paradoxal)                                                                                  |
|  | |

|  | S. tibetanus Gould 1850 (Syrrhapte du Tibet)     |
|  |                                                  |
|  | S. paradoxus (Pallas 1773) (Syrrhapte paradoxal) |
|  |                                                  |

|  | S. gutturalis (Smith 1836) (Ganga à gorge jaune)                                                                                |
|  | |
|  | \| \| S. personatus (Gould 1843) (Ganga masqué) \| \| \| \| \| \| S. coronatus (Lichtenstain 1823) (Ganga couronné) \| \| \| \| |
|  | |
|  | S. personatus (Gould 1843) (Ganga masqué)                                                                                       |
|  | |
|  | S. coronatus (Lichtenstain 1823) (Ganga couronné)                                                                               |
|  | |

|  | S. personatus (Gould 1843) (Ganga masqué)         |
|  |                                                   |
|  | S. coronatus (Lichtenstain 1823) (Ganga couronné) |
|  |                                                   |

|  | S. namaqua (Ganga namaqua)                       |
|  |                                                  |
|  | S. exustus (Temminck 1825) (Ganga à ventre brun) |
|  |                                                  |

|  | S. orientalis (Ganga unibande) |
|  | |
|  | \| \| S. tibetanus Gould 1850 (Syrrhapte du Tibet) \| \| \| \| \| \| S. paradoxus (Pallas 1773) (Syrrhapte paradoxal) \| \| \| \| |
|  | |
|  | S. tibetanus Gould 1850 (Syrrhapte du Tibet)                                                                                      |
|  | |
|  | S. paradoxus (Pallas 1773) (Syrrhapte paradoxal)                                                                                  |
|  | |

|  | S. tibetanus Gould 1850 (Syrrhapte du Tibet)     |
|  |                                                  |
|  | S. paradoxus (Pallas 1773) (Syrrhapte paradoxal) |
|  |                                                  |

|  | S. namaqua (Ganga namaqua)                       |
|  |                                                  |
|  | S. exustus (Temminck 1825) (Ganga à ventre brun) |
|  |                                                  |

|  | S. orientalis (Ganga unibande) |
|  | |
|  | \| \| S. tibetanus Gould 1850 (Syrrhapte du Tibet) \| \| \| \| \| \| S. paradoxus (Pallas 1773) (Syrrhapte paradoxal) \| \| \| \| |
|  | |
|  | S. tibetanus Gould 1850 (Syrrhapte du Tibet)                                                                                      |
|  | |
|  | S. paradoxus (Pallas 1773) (Syrrhapte paradoxal)                                                                                  |
|  | |

|  | S. tibetanus Gould 1850 (Syrrhapte du Tibet)     |
|  |                                                  |
|  | S. paradoxus (Pallas 1773) (Syrrhapte paradoxal) |
|  |                                                  |

|  | S. namaqua (Ganga namaqua)                       |
|  |                                                  |
|  | S. exustus (Temminck 1825) (Ganga à ventre brun) |
|  |                                                  |

|  | S. orientalis (Ganga unibande) |
|  | |
|  | \| \| S. tibetanus Gould 1850 (Syrrhapte du Tibet) \| \| \| \| \| \| S. paradoxus (Pallas 1773) (Syrrhapte paradoxal) \| \| \| \| |
|  | |
|  | S. tibetanus Gould 1850 (Syrrhapte du Tibet)                                                                                      |
|  | |
|  | S. paradoxus (Pallas 1773) (Syrrhapte paradoxal)                                                                                  |
|  | |

|  | S. tibetanus Gould 1850 (Syrrhapte du Tibet)     |
|  |                                                  |
|  | S. paradoxus (Pallas 1773) (Syrrhapte paradoxal) |
|  |                                                  |

|  | S. namaqua (Ganga namaqua)                       |
|  |                                                  |
|  | S. exustus (Temminck 1825) (Ganga à ventre brun) |
|  |                                                  |

|  | S. orientalis (Ganga unibande) |
|  | |
|  | \| \| S. tibetanus Gould 1850 (Syrrhapte du Tibet) \| \| \| \| \| \| S. paradoxus (Pallas 1773) (Syrrhapte paradoxal) \| \| \| \| |
|  | |
|  | S. tibetanus Gould 1850 (Syrrhapte du Tibet)                                                                                      |
|  | |
|  | S. paradoxus (Pallas 1773) (Syrrhapte paradoxal)                                                                                  |
|  | |

|  | S. tibetanus Gould 1850 (Syrrhapte du Tibet)     |
|  |                                                  |
|  | S. paradoxus (Pallas 1773) (Syrrhapte paradoxal) |
|  |                                                  |

|  | N. quadricinctus (Temminck 1815) (Ganga quadribande)                                                                                  |
|  | |
|  | \| \| N. indicus (Gmelin 1789) (Ganga indien) \| \| \| \| \| \| N. lichtensteinii (Temminck 1825) (Ganga de Lichtenstein) \| \| \| \| |
|  | |
|  | N. indicus (Gmelin 1789) (Ganga indien)                                                                                               |
|  | |
|  | N. lichtensteinii (Temminck 1825) (Ganga de Lichtenstein)                                                                             |
|  | |

|  | N. indicus (Gmelin 1789) (Ganga indien)                   |
|  |                                                           |
|  | N. lichtensteinii (Temminck 1825) (Ganga de Lichtenstein) |
|  |                                                           |

|  | N. quadricinctus (Temminck 1815) (Ganga quadribande)                                                                                  |
|  | |
|  | \| \| N. indicus (Gmelin 1789) (Ganga indien) \| \| \| \| \| \| N. lichtensteinii (Temminck 1825) (Ganga de Lichtenstein) \| \| \| \| |
|  | |
|  | N. indicus (Gmelin 1789) (Ganga indien)                                                                                               |
|  | |
|  | N. lichtensteinii (Temminck 1825) (Ganga de Lichtenstein)                                                                             |
|  | |

|  | N. indicus (Gmelin 1789) (Ganga indien)                   |
|  |                                                           |
|  | N. lichtensteinii (Temminck 1825) (Ganga de Lichtenstein) |
|  |                                                           |

|  | N. quadricinctus (Temminck 1815) (Ganga quadribande)                                                                                  |
|  | |
|  | \| \| N. indicus (Gmelin 1789) (Ganga indien) \| \| \| \| \| \| N. lichtensteinii (Temminck 1825) (Ganga de Lichtenstein) \| \| \| \| |
|  | |
|  | N. indicus (Gmelin 1789) (Ganga indien)                                                                                               |
|  | |
|  | N. lichtensteinii (Temminck 1825) (Ganga de Lichtenstein)                                                                             |
|  | |

|  | N. indicus (Gmelin 1789) (Ganga indien)                   |
|  |                                                           |
|  | N. lichtensteinii (Temminck 1825) (Ganga de Lichtenstein) |
|  |                                                           |

|  | N. quadricinctus (Temminck 1815) (Ganga quadribande)                                                                                  |
|  | |
|  | \| \| N. indicus (Gmelin 1789) (Ganga indien) \| \| \| \| \| \| N. lichtensteinii (Temminck 1825) (Ganga de Lichtenstein) \| \| \| \| |
|  | |
|  | N. indicus (Gmelin 1789) (Ganga indien)                                                                                               |
|  | |
|  | N. lichtensteinii (Temminck 1825) (Ganga de Lichtenstein)                                                                             |
|  | |

|  | N. indicus (Gmelin 1789) (Ganga indien)                   |
|  |                                                           |
|  | N. lichtensteinii (Temminck 1825) (Ganga de Lichtenstein) |
|  |                                                           |

|  | S. gutturalis (Smith 1836) (Ganga à gorge jaune)                                                                                |
|  | |
|  | \| \| S. personatus (Gould 1843) (Ganga masqué) \| \| \| \| \| \| S. coronatus (Lichtenstain 1823) (Ganga couronné) \| \| \| \| |
|  | |
|  | S. personatus (Gould 1843) (Ganga masqué)                                                                                       |
|  | |
|  | S. coronatus (Lichtenstain 1823) (Ganga couronné)                                                                               |
|  | |

|  | S. personatus (Gould 1843) (Ganga masqué)         |
|  |                                                   |
|  | S. coronatus (Lichtenstain 1823) (Ganga couronné) |
|  |                                                   |

|  | S. namaqua (Ganga namaqua)                       |
|  |                                                  |
|  | S. exustus (Temminck 1825) (Ganga à ventre brun) |
|  |                                                  |

|  | S. orientalis (Ganga unibande) |
|  | |
|  | \| \| S. tibetanus Gould 1850 (Syrrhapte du Tibet) \| \| \| \| \| \| S. paradoxus (Pallas 1773) (Syrrhapte paradoxal) \| \| \| \| |
|  | |
|  | S. tibetanus Gould 1850 (Syrrhapte du Tibet)                                                                                      |
|  | |
|  | S. paradoxus (Pallas 1773) (Syrrhapte paradoxal)                                                                                  |
|  | |

|  | S. tibetanus Gould 1850 (Syrrhapte du Tibet)     |
|  |                                                  |
|  | S. paradoxus (Pallas 1773) (Syrrhapte paradoxal) |
|  |                                                  |

|  | S. namaqua (Ganga namaqua)                       |
|  |                                                  |
|  | S. exustus (Temminck 1825) (Ganga à ventre brun) |
|  |                                                  |

|  | S. orientalis (Ganga unibande) |
|  | |
|  | \| \| S. tibetanus Gould 1850 (Syrrhapte du Tibet) \| \| \| \| \| \| S. paradoxus (Pallas 1773) (Syrrhapte paradoxal) \| \| \| \| |
|  | |
|  | S. tibetanus Gould 1850 (Syrrhapte du Tibet)                                                                                      |
|  | |
|  | S. paradoxus (Pallas 1773) (Syrrhapte paradoxal)                                                                                  |
|  | |

|  | S. tibetanus Gould 1850 (Syrrhapte du Tibet)     |
|  |                                                  |
|  | S. paradoxus (Pallas 1773) (Syrrhapte paradoxal) |
|  |                                                  |

|  | S. namaqua (Ganga namaqua)                       |
|  |                                                  |
|  | S. exustus (Temminck 1825) (Ganga à ventre brun) |
|  |                                                  |

|  | S. orientalis (Ganga unibande) |
|  | |
|  | \| \| S. tibetanus Gould 1850 (Syrrhapte du Tibet) \| \| \| \| \| \| S. paradoxus (Pallas 1773) (Syrrhapte paradoxal) \| \| \| \| |
|  | |
|  | S. tibetanus Gould 1850 (Syrrhapte du Tibet)                                                                                      |
|  | |
|  | S. paradoxus (Pallas 1773) (Syrrhapte paradoxal)                                                                                  |
|  | |

|  | S. tibetanus Gould 1850 (Syrrhapte du Tibet)     |
|  |                                                  |
|  | S. paradoxus (Pallas 1773) (Syrrhapte paradoxal) |
|  |                                                  |

|  | S. namaqua (Ganga namaqua)                       |
|  |                                                  |
|  | S. exustus (Temminck 1825) (Ganga à ventre brun) |
|  |                                                  |

|  | S. orientalis (Ganga unibande) |
|  | |
|  | \| \| S. tibetanus Gould 1850 (Syrrhapte du Tibet) \| \| \| \| \| \| S. paradoxus (Pallas 1773) (Syrrhapte paradoxal) \| \| \| \| |
|  | |
|  | S. tibetanus Gould 1850 (Syrrhapte du Tibet)                                                                                      |
|  | |
|  | S. paradoxus (Pallas 1773) (Syrrhapte paradoxal)                                                                                  |
|  | |

|  | S. tibetanus Gould 1850 (Syrrhapte du Tibet)     |
|  |                                                  |
|  | S. paradoxus (Pallas 1773) (Syrrhapte paradoxal) |
|  |                                                  |

|  | S. gutturalis (Smith 1836) (Ganga à gorge jaune)                                                                                |
|  | |
|  | \| \| S. personatus (Gould 1843) (Ganga masqué) \| \| \| \| \| \| S. coronatus (Lichtenstain 1823) (Ganga couronné) \| \| \| \| |
|  | |
|  | S. personatus (Gould 1843) (Ganga masqué)                                                                                       |
|  | |
|  | S. coronatus (Lichtenstain 1823) (Ganga couronné)                                                                               |
|  | |

|  | S. personatus (Gould 1843) (Ganga masqué)         |
|  |                                                   |
|  | S. coronatus (Lichtenstain 1823) (Ganga couronné) |
|  |                                                   |

|  | S. namaqua (Ganga namaqua)                       |
|  |                                                  |
|  | S. exustus (Temminck 1825) (Ganga à ventre brun) |
|  |                                                  |

|  | S. orientalis (Ganga unibande) |
|  | |
|  | \| \| S. tibetanus Gould 1850 (Syrrhapte du Tibet) \| \| \| \| \| \| S. paradoxus (Pallas 1773) (Syrrhapte paradoxal) \| \| \| \| |
|  | |
|  | S. tibetanus Gould 1850 (Syrrhapte du Tibet)                                                                                      |
|  | |
|  | S. paradoxus (Pallas 1773) (Syrrhapte paradoxal)                                                                                  |
|  | |

|  | S. tibetanus Gould 1850 (Syrrhapte du Tibet)     |
|  |                                                  |
|  | S. paradoxus (Pallas 1773) (Syrrhapte paradoxal) |
|  |                                                  |

|  | S. namaqua (Ganga namaqua)                       |
|  |                                                  |
|  | S. exustus (Temminck 1825) (Ganga à ventre brun) |
|  |                                                  |

|  | S. orientalis (Ganga unibande) |
|  | |
|  | \| \| S. tibetanus Gould 1850 (Syrrhapte du Tibet) \| \| \| \| \| \| S. paradoxus (Pallas 1773) (Syrrhapte paradoxal) \| \| \| \| |
|  | |
|  | S. tibetanus Gould 1850 (Syrrhapte du Tibet)                                                                                      |
|  | |
|  | S. paradoxus (Pallas 1773) (Syrrhapte paradoxal)                                                                                  |
|  | |

|  | S. tibetanus Gould 1850 (Syrrhapte du Tibet)     |
|  |                                                  |
|  | S. paradoxus (Pallas 1773) (Syrrhapte paradoxal) |
|  |                                                  |

|  | S. namaqua (Ganga namaqua)                       |
|  |                                                  |
|  | S. exustus (Temminck 1825) (Ganga à ventre brun) |
|  |                                                  |

|  | S. orientalis (Ganga unibande) |
|  | |
|  | \| \| S. tibetanus Gould 1850 (Syrrhapte du Tibet) \| \| \| \| \| \| S. paradoxus (Pallas 1773) (Syrrhapte paradoxal) \| \| \| \| |
|  | |
|  | S. tibetanus Gould 1850 (Syrrhapte du Tibet)                                                                                      |
|  | |
|  | S. paradoxus (Pallas 1773) (Syrrhapte paradoxal)                                                                                  |
|  | |

|  | S. tibetanus Gould 1850 (Syrrhapte du Tibet)     |
|  |                                                  |
|  | S. paradoxus (Pallas 1773) (Syrrhapte paradoxal) |
|  |                                                  |

|  | S. namaqua (Ganga namaqua)                       |
|  |                                                  |
|  | S. exustus (Temminck 1825) (Ganga à ventre brun) |
|  |                                                  |

|  | S. orientalis (Ganga unibande) |
|  | |
|  | \| \| S. tibetanus Gould 1850 (Syrrhapte du Tibet) \| \| \| \| \| \| S. paradoxus (Pallas 1773) (Syrrhapte paradoxal) \| \| \| \| |
|  | |
|  | S. tibetanus Gould 1850 (Syrrhapte du Tibet)                                                                                      |
|  | |
|  | S. paradoxus (Pallas 1773) (Syrrhapte paradoxal)                                                                                  |
|  | |

|  | S. tibetanus Gould 1850 (Syrrhapte du Tibet)     |
|  |                                                  |
|  | S. paradoxus (Pallas 1773) (Syrrhapte paradoxal) |
|  |                                                  |

|  | S. gutturalis (Smith 1836) (Ganga à gorge jaune)                                                                                |
|  | |
|  | \| \| S. personatus (Gould 1843) (Ganga masqué) \| \| \| \| \| \| S. coronatus (Lichtenstain 1823) (Ganga couronné) \| \| \| \| |
|  | |
|  | S. personatus (Gould 1843) (Ganga masqué)                                                                                       |
|  | |
|  | S. coronatus (Lichtenstain 1823) (Ganga couronné)                                                                               |
|  | |

|  | S. personatus (Gould 1843) (Ganga masqué)         |
|  |                                                   |
|  | S. coronatus (Lichtenstain 1823) (Ganga couronné) |
|  |                                                   |

|  | S. namaqua (Ganga namaqua)                       |
|  |                                                  |
|  | S. exustus (Temminck 1825) (Ganga à ventre brun) |
|  |                                                  |

|  | S. orientalis (Ganga unibande) |
|  | |
|  | \| \| S. tibetanus Gould 1850 (Syrrhapte du Tibet) \| \| \| \| \| \| S. paradoxus (Pallas 1773) (Syrrhapte paradoxal) \| \| \| \| |
|  | |
|  | S. tibetanus Gould 1850 (Syrrhapte du Tibet)                                                                                      |
|  | |
|  | S. paradoxus (Pallas 1773) (Syrrhapte paradoxal)                                                                                  |
|  | |

|  | S. tibetanus Gould 1850 (Syrrhapte du Tibet)     |
|  |                                                  |
|  | S. paradoxus (Pallas 1773) (Syrrhapte paradoxal) |
|  |                                                  |

|  | S. namaqua (Ganga namaqua)                       |
|  |                                                  |
|  | S. exustus (Temminck 1825) (Ganga à ventre brun) |
|  |                                                  |

|  | S. orientalis (Ganga unibande) |
|  | |
|  | \| \| S. tibetanus Gould 1850 (Syrrhapte du Tibet) \| \| \| \| \| \| S. paradoxus (Pallas 1773) (Syrrhapte paradoxal) \| \| \| \| |
|  | |
|  | S. tibetanus Gould 1850 (Syrrhapte du Tibet)                                                                                      |
|  | |
|  | S. paradoxus (Pallas 1773) (Syrrhapte paradoxal)                                                                                  |
|  | |

|  | S. tibetanus Gould 1850 (Syrrhapte du Tibet)     |
|  |                                                  |
|  | S. paradoxus (Pallas 1773) (Syrrhapte paradoxal) |
|  |                                                  |

|  | S. namaqua (Ganga namaqua)                       |
|  |                                                  |
|  | S. exustus (Temminck 1825) (Ganga à ventre brun) |
|  |                                                  |

|  | S. orientalis (Ganga unibande) |
|  | |
|  | \| \| S. tibetanus Gould 1850 (Syrrhapte du Tibet) \| \| \| \| \| \| S. paradoxus (Pallas 1773) (Syrrhapte paradoxal) \| \| \| \| |
|  | |
|  | S. tibetanus Gould 1850 (Syrrhapte du Tibet)                                                                                      |
|  | |
|  | S. paradoxus (Pallas 1773) (Syrrhapte paradoxal)                                                                                  |
|  | |

|  | S. tibetanus Gould 1850 (Syrrhapte du Tibet)     |
|  |                                                  |
|  | S. paradoxus (Pallas 1773) (Syrrhapte paradoxal) |
|  |                                                  |

|  | S. namaqua (Ganga namaqua)                       |
|  |                                                  |
|  | S. exustus (Temminck 1825) (Ganga à ventre brun) |
|  |                                                  |

|  | S. orientalis (Ganga unibande) |
|  | |
|  | \| \| S. tibetanus Gould 1850 (Syrrhapte du Tibet) \| \| \| \| \| \| S. paradoxus (Pallas 1773) (Syrrhapte paradoxal) \| \| \| \| |
|  | |
|  | S. tibetanus Gould 1850 (Syrrhapte du Tibet)                                                                                      |
|  | |
|  | S. paradoxus (Pallas 1773) (Syrrhapte paradoxal)                                                                                  |
|  | |

|  | S. tibetanus Gould 1850 (Syrrhapte du Tibet)     |
|  |                                                  |
|  | S. paradoxus (Pallas 1773) (Syrrhapte paradoxal) |
|  |                                                  |

|  | S. gutturalis (Smith 1836) (Ganga à gorge jaune)                                                                                |
|  | |
|  | \| \| S. personatus (Gould 1843) (Ganga masqué) \| \| \| \| \| \| S. coronatus (Lichtenstain 1823) (Ganga couronné) \| \| \| \| |
|  | |
|  | S. personatus (Gould 1843) (Ganga masqué)                                                                                       |
|  | |
|  | S. coronatus (Lichtenstain 1823) (Ganga couronné)                                                                               |
|  | |

|  | S. personatus (Gould 1843) (Ganga masqué)         |
|  |                                                   |
|  | S. coronatus (Lichtenstain 1823) (Ganga couronné) |
|  |                                                   |

|  | S. namaqua (Ganga namaqua)                       |
|  |                                                  |
|  | S. exustus (Temminck 1825) (Ganga à ventre brun) |
|  |                                                  |

|  | S. orientalis (Ganga unibande) |
|  | |
|  | \| \| S. tibetanus Gould 1850 (Syrrhapte du Tibet) \| \| \| \| \| \| S. paradoxus (Pallas 1773) (Syrrhapte paradoxal) \| \| \| \| |
|  | |
|  | S. tibetanus Gould 1850 (Syrrhapte du Tibet)                                                                                      |
|  | |
|  | S. paradoxus (Pallas 1773) (Syrrhapte paradoxal)                                                                                  |
|  | |

|  | S. tibetanus Gould 1850 (Syrrhapte du Tibet)     |
|  |                                                  |
|  | S. paradoxus (Pallas 1773) (Syrrhapte paradoxal) |
|  |                                                  |

|  | S. namaqua (Ganga namaqua)                       |
|  |                                                  |
|  | S. exustus (Temminck 1825) (Ganga à ventre brun) |
|  |                                                  |

|  | S. orientalis (Ganga unibande) |
|  | |
|  | \| \| S. tibetanus Gould 1850 (Syrrhapte du Tibet) \| \| \| \| \| \| S. paradoxus (Pallas 1773) (Syrrhapte paradoxal) \| \| \| \| |
|  | |
|  | S. tibetanus Gould 1850 (Syrrhapte du Tibet)                                                                                      |
|  | |
|  | S. paradoxus (Pallas 1773) (Syrrhapte paradoxal)                                                                                  |
|  | |

|  | S. tibetanus Gould 1850 (Syrrhapte du Tibet)     |
|  |                                                  |
|  | S. paradoxus (Pallas 1773) (Syrrhapte paradoxal) |
|  |                                                  |

|  | S. namaqua (Ganga namaqua)                       |
|  |                                                  |
|  | S. exustus (Temminck 1825) (Ganga à ventre brun) |
|  |                                                  |

|  | S. orientalis (Ganga unibande) |
|  | |
|  | \| \| S. tibetanus Gould 1850 (Syrrhapte du Tibet) \| \| \| \| \| \| S. paradoxus (Pallas 1773) (Syrrhapte paradoxal) \| \| \| \| |
|  | |
|  | S. tibetanus Gould 1850 (Syrrhapte du Tibet)                                                                                      |
|  | |
|  | S. paradoxus (Pallas 1773) (Syrrhapte paradoxal)                                                                                  |
|  | |

|  | S. tibetanus Gould 1850 (Syrrhapte du Tibet)     |
|  |                                                  |
|  | S. paradoxus (Pallas 1773) (Syrrhapte paradoxal) |
|  |                                                  |

|  | S. namaqua (Ganga namaqua)                       |
|  |                                                  |
|  | S. exustus (Temminck 1825) (Ganga à ventre brun) |
|  |                                                  |

|  | S. orientalis (Ganga unibande) |
|  | |
|  | \| \| S. tibetanus Gould 1850 (Syrrhapte du Tibet) \| \| \| \| \| \| S. paradoxus (Pallas 1773) (Syrrhapte paradoxal) \| \| \| \| |
|  | |
|  | S. tibetanus Gould 1850 (Syrrhapte du Tibet)                                                                                      |
|  | |
|  | S. paradoxus (Pallas 1773) (Syrrhapte paradoxal)                                                                                  |
|  | |

|  | S. tibetanus Gould 1850 (Syrrhapte du Tibet)     |
|  |                                                  |
|  | S. paradoxus (Pallas 1773) (Syrrhapte paradoxal) |
|  |                                                  |

|  | N. quadricinctus (Temminck 1815) (Ganga quadribande)                                                                                  |
|  | |
|  | \| \| N. indicus (Gmelin 1789) (Ganga indien) \| \| \| \| \| \| N. lichtensteinii (Temminck 1825) (Ganga de Lichtenstein) \| \| \| \| |
|  | |
|  | N. indicus (Gmelin 1789) (Ganga indien)                                                                                               |
|  | |
|  | N. lichtensteinii (Temminck 1825) (Ganga de Lichtenstein)                                                                             |
|  | |

|  | N. indicus (Gmelin 1789) (Ganga indien)                   |
|  |                                                           |
|  | N. lichtensteinii (Temminck 1825) (Ganga de Lichtenstein) |
|  |                                                           |

|  | N. quadricinctus (Temminck 1815) (Ganga quadribande)                                                                                  |
|  | |
|  | \| \| N. indicus (Gmelin 1789) (Ganga indien) \| \| \| \| \| \| N. lichtensteinii (Temminck 1825) (Ganga de Lichtenstein) \| \| \| \| |
|  | |
|  | N. indicus (Gmelin 1789) (Ganga indien)                                                                                               |
|  | |
|  | N. lichtensteinii (Temminck 1825) (Ganga de Lichtenstein)                                                                             |
|  | |

|  | N. indicus (Gmelin 1789) (Ganga indien)                   |
|  |                                                           |
|  | N. lichtensteinii (Temminck 1825) (Ganga de Lichtenstein) |
|  |                                                           |

|  | N. quadricinctus (Temminck 1815) (Ganga quadribande)                                                                                  |
|  | |
|  | \| \| N. indicus (Gmelin 1789) (Ganga indien) \| \| \| \| \| \| N. lichtensteinii (Temminck 1825) (Ganga de Lichtenstein) \| \| \| \| |
|  | |
|  | N. indicus (Gmelin 1789) (Ganga indien)                                                                                               |
|  | |
|  | N. lichtensteinii (Temminck 1825) (Ganga de Lichtenstein)                                                                             |
|  | |

|  | N. indicus (Gmelin 1789) (Ganga indien)                   |
|  |                                                           |
|  | N. lichtensteinii (Temminck 1825) (Ganga de Lichtenstein) |
|  |                                                           |

|  | N. quadricinctus (Temminck 1815) (Ganga quadribande)                                                                                  |
|  | |
|  | \| \| N. indicus (Gmelin 1789) (Ganga indien) \| \| \| \| \| \| N. lichtensteinii (Temminck 1825) (Ganga de Lichtenstein) \| \| \| \| |
|  | |
|  | N. indicus (Gmelin 1789) (Ganga indien)                                                                                               |
|  | |
|  | N. lichtensteinii (Temminck 1825) (Ganga de Lichtenstein)                                                                             |
|  | |

|  | N. indicus (Gmelin 1789) (Ganga indien)                   |
|  |                                                           |
|  | N. lichtensteinii (Temminck 1825) (Ganga de Lichtenstein) |
|  |                                                           |

|  | S. gutturalis (Smith 1836) (Ganga à gorge jaune)                                                                                |
|  | |
|  | \| \| S. personatus (Gould 1843) (Ganga masqué) \| \| \| \| \| \| S. coronatus (Lichtenstain 1823) (Ganga couronné) \| \| \| \| |
|  | |
|  | S. personatus (Gould 1843) (Ganga masqué)                                                                                       |
|  | |
|  | S. coronatus (Lichtenstain 1823) (Ganga couronné)                                                                               |
|  | |

|  | S. personatus (Gould 1843) (Ganga masqué)         |
|  |                                                   |
|  | S. coronatus (Lichtenstain 1823) (Ganga couronné) |
|  |                                                   |

|  | S. namaqua (Ganga namaqua)                       |
|  |                                                  |
|  | S. exustus (Temminck 1825) (Ganga à ventre brun) |
|  |                                                  |

|  | S. orientalis (Ganga unibande) |
|  | |
|  | \| \| S. tibetanus Gould 1850 (Syrrhapte du Tibet) \| \| \| \| \| \| S. paradoxus (Pallas 1773) (Syrrhapte paradoxal) \| \| \| \| |
|  | |
|  | S. tibetanus Gould 1850 (Syrrhapte du Tibet)                                                                                      |
|  | |
|  | S. paradoxus (Pallas 1773) (Syrrhapte paradoxal)                                                                                  |
|  | |

|  | S. tibetanus Gould 1850 (Syrrhapte du Tibet)     |
|  |                                                  |
|  | S. paradoxus (Pallas 1773) (Syrrhapte paradoxal) |
|  |                                                  |

|  | S. namaqua (Ganga namaqua)                       |
|  |                                                  |
|  | S. exustus (Temminck 1825) (Ganga à ventre brun) |
|  |                                                  |

|  | S. orientalis (Ganga unibande) |
|  | |
|  | \| \| S. tibetanus Gould 1850 (Syrrhapte du Tibet) \| \| \| \| \| \| S. paradoxus (Pallas 1773) (Syrrhapte paradoxal) \| \| \| \| |
|  | |
|  | S. tibetanus Gould 1850 (Syrrhapte du Tibet)                                                                                      |
|  | |
|  | S. paradoxus (Pallas 1773) (Syrrhapte paradoxal)                                                                                  |
|  | |

|  | S. tibetanus Gould 1850 (Syrrhapte du Tibet)     |
|  |                                                  |
|  | S. paradoxus (Pallas 1773) (Syrrhapte paradoxal) |
|  |                                                  |

|  | S. namaqua (Ganga namaqua)                       |
|  |                                                  |
|  | S. exustus (Temminck 1825) (Ganga à ventre brun) |
|  |                                                  |

|  | S. orientalis (Ganga unibande) |
|  | |
|  | \| \| S. tibetanus Gould 1850 (Syrrhapte du Tibet) \| \| \| \| \| \| S. paradoxus (Pallas 1773) (Syrrhapte paradoxal) \| \| \| \| |
|  | |
|  | S. tibetanus Gould 1850 (Syrrhapte du Tibet)                                                                                      |
|  | |
|  | S. paradoxus (Pallas 1773) (Syrrhapte paradoxal)                                                                                  |
|  | |

|  | S. tibetanus Gould 1850 (Syrrhapte du Tibet)     |
|  |                                                  |
|  | S. paradoxus (Pallas 1773) (Syrrhapte paradoxal) |
|  |                                                  |

|  | S. namaqua (Ganga namaqua)                       |
|  |                                                  |
|  | S. exustus (Temminck 1825) (Ganga à ventre brun) |
|  |                                                  |

|  | S. orientalis (Ganga unibande) |
|  | |
|  | \| \| S. tibetanus Gould 1850 (Syrrhapte du Tibet) \| \| \| \| \| \| S. paradoxus (Pallas 1773) (Syrrhapte paradoxal) \| \| \| \| |
|  | |
|  | S. tibetanus Gould 1850 (Syrrhapte du Tibet)                                                                                      |
|  | |
|  | S. paradoxus (Pallas 1773) (Syrrhapte paradoxal)                                                                                  |
|  | |

|  | S. tibetanus Gould 1850 (Syrrhapte du Tibet)     |
|  |                                                  |
|  | S. paradoxus (Pallas 1773) (Syrrhapte paradoxal) |
|  |                                                  |

|  | S. gutturalis (Smith 1836) (Ganga à gorge jaune)                                                                                |
|  | |
|  | \| \| S. personatus (Gould 1843) (Ganga masqué) \| \| \| \| \| \| S. coronatus (Lichtenstain 1823) (Ganga couronné) \| \| \| \| |
|  | |
|  | S. personatus (Gould 1843) (Ganga masqué)                                                                                       |
|  | |
|  | S. coronatus (Lichtenstain 1823) (Ganga couronné)                                                                               |
|  | |

|  | S. personatus (Gould 1843) (Ganga masqué)         |
|  |                                                   |
|  | S. coronatus (Lichtenstain 1823) (Ganga couronné) |
|  |                                                   |

|  | S. namaqua (Ganga namaqua)                       |
|  |                                                  |
|  | S. exustus (Temminck 1825) (Ganga à ventre brun) |
|  |                                                  |

|  | S. orientalis (Ganga unibande) |
|  | |
|  | \| \| S. tibetanus Gould 1850 (Syrrhapte du Tibet) \| \| \| \| \| \| S. paradoxus (Pallas 1773) (Syrrhapte paradoxal) \| \| \| \| |
|  | |
|  | S. tibetanus Gould 1850 (Syrrhapte du Tibet)                                                                                      |
|  | |
|  | S. paradoxus (Pallas 1773) (Syrrhapte paradoxal)                                                                                  |
|  | |

|  | S. tibetanus Gould 1850 (Syrrhapte du Tibet)     |
|  |                                                  |
|  | S. paradoxus (Pallas 1773) (Syrrhapte paradoxal) |
|  |                                                  |

|  | S. namaqua (Ganga namaqua)                       |
|  |                                                  |
|  | S. exustus (Temminck 1825) (Ganga à ventre brun) |
|  |                                                  |

|  | S. orientalis (Ganga unibande) |
|  | |
|  | \| \| S. tibetanus Gould 1850 (Syrrhapte du Tibet) \| \| \| \| \| \| S. paradoxus (Pallas 1773) (Syrrhapte paradoxal) \| \| \| \| |
|  | |
|  | S. tibetanus Gould 1850 (Syrrhapte du Tibet)                                                                                      |
|  | |
|  | S. paradoxus (Pallas 1773) (Syrrhapte paradoxal)                                                                                  |
|  | |

|  | S. tibetanus Gould 1850 (Syrrhapte du Tibet)     |
|  |                                                  |
|  | S. paradoxus (Pallas 1773) (Syrrhapte paradoxal) |
|  |                                                  |

|  | S. namaqua (Ganga namaqua)                       |
|  |                                                  |
|  | S. exustus (Temminck 1825) (Ganga à ventre brun) |
|  |                                                  |

|  | S. orientalis (Ganga unibande) |
|  | |
|  | \| \| S. tibetanus Gould 1850 (Syrrhapte du Tibet) \| \| \| \| \| \| S. paradoxus (Pallas 1773) (Syrrhapte paradoxal) \| \| \| \| |
|  | |
|  | S. tibetanus Gould 1850 (Syrrhapte du Tibet)                                                                                      |
|  | |
|  | S. paradoxus (Pallas 1773) (Syrrhapte paradoxal)                                                                                  |
|  | |

|  | S. tibetanus Gould 1850 (Syrrhapte du Tibet)     |
|  |                                                  |
|  | S. paradoxus (Pallas 1773) (Syrrhapte paradoxal) |
|  |                                                  |

|  | S. namaqua (Ganga namaqua)                       |
|  |                                                  |
|  | S. exustus (Temminck 1825) (Ganga à ventre brun) |
|  |                                                  |

|  | S. orientalis (Ganga unibande) |
|  | |
|  | \| \| S. tibetanus Gould 1850 (Syrrhapte du Tibet) \| \| \| \| \| \| S. paradoxus (Pallas 1773) (Syrrhapte paradoxal) \| \| \| \| |
|  | |
|  | S. tibetanus Gould 1850 (Syrrhapte du Tibet)                                                                                      |
|  | |
|  | S. paradoxus (Pallas 1773) (Syrrhapte paradoxal)                                                                                  |
|  | |

|  | S. tibetanus Gould 1850 (Syrrhapte du Tibet)     |
|  |                                                  |
|  | S. paradoxus (Pallas 1773) (Syrrhapte paradoxal) |
|  |                                                  |

|  | S. gutturalis (Smith 1836) (Ganga à gorge jaune)                                                                                |
|  | |
|  | \| \| S. personatus (Gould 1843) (Ganga masqué) \| \| \| \| \| \| S. coronatus (Lichtenstain 1823) (Ganga couronné) \| \| \| \| |
|  | |
|  | S. personatus (Gould 1843) (Ganga masqué)                                                                                       |
|  | |
|  | S. coronatus (Lichtenstain 1823) (Ganga couronné)                                                                               |
|  | |

|  | S. personatus (Gould 1843) (Ganga masqué)         |
|  |                                                   |
|  | S. coronatus (Lichtenstain 1823) (Ganga couronné) |
|  |                                                   |

|  | S. namaqua (Ganga namaqua)                       |
|  |                                                  |
|  | S. exustus (Temminck 1825) (Ganga à ventre brun) |
|  |                                                  |

|  | S. orientalis (Ganga unibande) |
|  | |
|  | \| \| S. tibetanus Gould 1850 (Syrrhapte du Tibet) \| \| \| \| \| \| S. paradoxus (Pallas 1773) (Syrrhapte paradoxal) \| \| \| \| |
|  | |
|  | S. tibetanus Gould 1850 (Syrrhapte du Tibet)                                                                                      |
|  | |
|  | S. paradoxus (Pallas 1773) (Syrrhapte paradoxal)                                                                                  |
|  | |

|  | S. tibetanus Gould 1850 (Syrrhapte du Tibet)     |
|  |                                                  |
|  | S. paradoxus (Pallas 1773) (Syrrhapte paradoxal) |
|  |                                                  |

|  | S. namaqua (Ganga namaqua)                       |
|  |                                                  |
|  | S. exustus (Temminck 1825) (Ganga à ventre brun) |
|  |                                                  |

|  | S. orientalis (Ganga unibande) |
|  | |
|  | \| \| S. tibetanus Gould 1850 (Syrrhapte du Tibet) \| \| \| \| \| \| S. paradoxus (Pallas 1773) (Syrrhapte paradoxal) \| \| \| \| |
|  | |
|  | S. tibetanus Gould 1850 (Syrrhapte du Tibet)                                                                                      |
|  | |
|  | S. paradoxus (Pallas 1773) (Syrrhapte paradoxal)                                                                                  |
|  | |

|  | S. tibetanus Gould 1850 (Syrrhapte du Tibet)     |
|  |                                                  |
|  | S. paradoxus (Pallas 1773) (Syrrhapte paradoxal) |
|  |                                                  |

|  | S. namaqua (Ganga namaqua)                       |
|  |                                                  |
|  | S. exustus (Temminck 1825) (Ganga à ventre brun) |
|  |                                                  |

|  | S. orientalis (Ganga unibande) |
|  | |
|  | \| \| S. tibetanus Gould 1850 (Syrrhapte du Tibet) \| \| \| \| \| \| S. paradoxus (Pallas 1773) (Syrrhapte paradoxal) \| \| \| \| |
|  | |
|  | S. tibetanus Gould 1850 (Syrrhapte du Tibet)                                                                                      |
|  | |
|  | S. paradoxus (Pallas 1773) (Syrrhapte paradoxal)                                                                                  |
|  | |

|  | S. tibetanus Gould 1850 (Syrrhapte du Tibet)     |
|  |                                                  |
|  | S. paradoxus (Pallas 1773) (Syrrhapte paradoxal) |
|  |                                                  |

|  | S. namaqua (Ganga namaqua)                       |
|  |                                                  |
|  | S. exustus (Temminck 1825) (Ganga à ventre brun) |
|  |                                                  |

|  | S. orientalis (Ganga unibande) |
|  | |
|  | \| \| S. tibetanus Gould 1850 (Syrrhapte du Tibet) \| \| \| \| \| \| S. paradoxus (Pallas 1773) (Syrrhapte paradoxal) \| \| \| \| |
|  | |
|  | S. tibetanus Gould 1850 (Syrrhapte du Tibet)                                                                                      |
|  | |
|  | S. paradoxus (Pallas 1773) (Syrrhapte paradoxal)                                                                                  |
|  | |

|  | S. tibetanus Gould 1850 (Syrrhapte du Tibet)     |
|  |                                                  |
|  | S. paradoxus (Pallas 1773) (Syrrhapte paradoxal) |
|  |                                                  |

|  | S. gutturalis (Smith 1836) (Ganga à gorge jaune)                                                                                |
|  | |
|  | \| \| S. personatus (Gould 1843) (Ganga masqué) \| \| \| \| \| \| S. coronatus (Lichtenstain 1823) (Ganga couronné) \| \| \| \| |
|  | |
|  | S. personatus (Gould 1843) (Ganga masqué)                                                                                       |
|  | |
|  | S. coronatus (Lichtenstain 1823) (Ganga couronné)                                                                               |
|  | |

|  | S. personatus (Gould 1843) (Ganga masqué)         |
|  |                                                   |
|  | S. coronatus (Lichtenstain 1823) (Ganga couronné) |
|  |                                                   |

|  | S. namaqua (Ganga namaqua)                       |
|  |                                                  |
|  | S. exustus (Temminck 1825) (Ganga à ventre brun) |
|  |                                                  |

|  | S. orientalis (Ganga unibande) |
|  | |
|  | \| \| S. tibetanus Gould 1850 (Syrrhapte du Tibet) \| \| \| \| \| \| S. paradoxus (Pallas 1773) (Syrrhapte paradoxal) \| \| \| \| |
|  | |
|  | S. tibetanus Gould 1850 (Syrrhapte du Tibet)                                                                                      |
|  | |
|  | S. paradoxus (Pallas 1773) (Syrrhapte paradoxal)                                                                                  |
|  | |

|  | S. tibetanus Gould 1850 (Syrrhapte du Tibet)     |
|  |                                                  |
|  | S. paradoxus (Pallas 1773) (Syrrhapte paradoxal) |
|  |                                                  |

|  | S. namaqua (Ganga namaqua)                       |
|  |                                                  |
|  | S. exustus (Temminck 1825) (Ganga à ventre brun) |
|  |                                                  |

|  | S. orientalis (Ganga unibande) |
|  | |
|  | \| \| S. tibetanus Gould 1850 (Syrrhapte du Tibet) \| \| \| \| \| \| S. paradoxus (Pallas 1773) (Syrrhapte paradoxal) \| \| \| \| |
|  | |
|  | S. tibetanus Gould 1850 (Syrrhapte du Tibet)                                                                                      |
|  | |
|  | S. paradoxus (Pallas 1773) (Syrrhapte paradoxal)                                                                                  |
|  | |

|  | S. tibetanus Gould 1850 (Syrrhapte du Tibet)     |
|  |                                                  |
|  | S. paradoxus (Pallas 1773) (Syrrhapte paradoxal) |
|  |                                                  |

|  | S. namaqua (Ganga namaqua)                       |
|  |                                                  |
|  | S. exustus (Temminck 1825) (Ganga à ventre brun) |
|  |                                                  |

|  | S. orientalis (Ganga unibande) |
|  | |
|  | \| \| S. tibetanus Gould 1850 (Syrrhapte du Tibet) \| \| \| \| \| \| S. paradoxus (Pallas 1773) (Syrrhapte paradoxal) \| \| \| \| |
|  | |
|  | S. tibetanus Gould 1850 (Syrrhapte du Tibet)                                                                                      |
|  | |
|  | S. paradoxus (Pallas 1773) (Syrrhapte paradoxal)                                                                                  |
|  | |

|  | S. tibetanus Gould 1850 (Syrrhapte du Tibet)     |
|  |                                                  |
|  | S. paradoxus (Pallas 1773) (Syrrhapte paradoxal) |
|  |                                                  |

|  | S. namaqua (Ganga namaqua)                       |
|  |                                                  |
|  | S. exustus (Temminck 1825) (Ganga à ventre brun) |
|  |                                                  |

|  | S. orientalis (Ganga unibande) |
|  | |
|  | \| \| S. tibetanus Gould 1850 (Syrrhapte du Tibet) \| \| \| \| \| \| S. paradoxus (Pallas 1773) (Syrrhapte paradoxal) \| \| \| \| |
|  | |
|  | S. tibetanus Gould 1850 (Syrrhapte du Tibet)                                                                                      |
|  | |
|  | S. paradoxus (Pallas 1773) (Syrrhapte paradoxal)                                                                                  |
|  | |

|  | S. tibetanus Gould 1850 (Syrrhapte du Tibet)     |
|  |                                                  |
|  | S. paradoxus (Pallas 1773) (Syrrhapte paradoxal) |
|  |                                                  |

## Relations avec l’homme
La chasse aux gangas n’est pas chose facile. Dans les régions où ils ne sont pas dérangés, ils tolèrent que l’homme les approche de près. Cependant, s’ils sont pourchassés, ils apprennent vite à s’échapper en volant au loin, et dans leur habitat plat et découvert, il devient presque impossible de s’en approcher à portée de fusil, sauf si ce n’est à bord d’une jeep ou à dos de chameau. Leur seul point faible réside dans leur habitude invétérée de visiter les points d’eau en groupes bruyants et à horaires réguliers. Guidés par leurs cris et la direction de leurs vols, les chasseurs peuvent facilement découvrir l’emplacement de ces abreuvoirs, et là, dans une hutte de fortune, ils peuvent attendre l’arrivée ponctuelle des oiseaux.
Plusieurs espèces consomment des graines de céréales ou de plantes cultivées, et elles forment souvent des groupes importants. Malgré cela, on ne semble les considérer nulle part comme très nuisibles à l’agriculture.
En Algérie la chasse aux gangas se pratiquait la nuit, dans le terrain où l'on soupçonnait la présence de ces oiseaux au repos enfouis dans la terre. Un homme marchait devant tenant une lampe d'une main et secouant une clochette de l'autre... Derrière suivaient d'autres chasseurs qui n'avaient qu'à emplir des sacs de jute en ramassant les oiseaux éveillés par le bruit mais hypnotisés par la lumière subite.
Le ganga est un des oiseaux symboles des relations entre la France et le Maghreb. Le nom « cata » d’une de ses espèces, le (ganga) cata, est un mot arabe qui désigne plusieurs galliformes sauvages (Reig ; dictionnaire arabe-français, Larousse). C’est un des rares représentants en France (en Crau) d’une avifaune nord-africaine. En Afrique du nord, il a beaucoup impressionné les colonisateurs, notamment du Sahara. Ainsi, en l’orthographiant «kanga » (invariable), Joseph Peyré, en 1934 (dans L’escadron blanc, Grasset) utilise  «les kanga, les perdrix du désert » comme le signe que personne, ni rezzou, ni caravane, n’est passé à l’endroit d’où le héros les voit s’envoler.

## Statut et conservation
Dans l’ensemble, la plupart des espèces, si pas toutes, semblent être raisonnablement communes dans la majeure partie de leurs aires de répartition, qui sont vastes voire très vastes, à la seule exception du ganga masqué, endémique à Madagascar. Pour l’essentiel, leurs habitats ne paraissent pas être sujets à des modifications drastiques qui pourraient compromettre leur conservation à moyen ou long terme. Le déboisement et le surpâturage, qui sont malheureusement si répandus dans les zones arides ou semi-arides d’Afrique et d’Asie méridionale, peuvent être néfastes aux habitats de certaines espèces dans quelques régions, mais il est plus que probable qu’ils contribuent à créer des milieux favorables ailleurs. Quelques activités humaines peuvent même être favorables aux gangas. Par exemple, le forage de puits et la construction de réservoirs pour l’irrigation ou pour abreuver le bétail semblent avoir provoqué une expansion ou une augmentation des populations de gangas dans plusieurs pays. En outre, beaucoup d’espèces trouvent une importante source de nourriture dans les plantes qui croissent sur leurs bords.

### Ordre Pterocliformes
- (en) Congrès ornithologique international : Pterocliformes
- (en) Zoonomen Nomenclature Resource (Alan P. Peterson) : Pteroclidiformes
- (en) Tree of Life Web Project : Pteroclidiformes
- (fr) Oiseaux.net : Pteroclidiformes

### Famille Pteroclidae
- (en) Congrès ornithologique international : Pteroclidae dans l'ordre Pterocliformes
- (en) Zoonomen Nomenclature Resource (Alan P. Peterson) : Pteroclididae  dans Pteroclidiformes
- (en) Tree of Life Web Project : Pteroclididae
- (fr) Oiseaux.net : Pteroclididae
- (en) Fauna Europaea : Pteroclididae (consulté le 21 mars 2023)
- (en) Animal Diversity Web : Pteroclididae
- (en) UICN : taxon Pteroclididae (consulté le 13 janvier 2023)